# Germani
Il termine Germani (chiamati anche Teutoni o, per sineddoche, Goti) indica un insieme di popoli parlanti lingue germaniche, nati dalla fusione fra gruppi etnici di origine indoeuropea e gruppi etnici autoctoni di origine paleo-mesolitica e neolitica nella loro patria originaria (Scandinavia meridionale, Jutland, odierna Germania settentrionale), che, dopo essersi cristallizzati in un'unica compagine, a partire dai primi secoli del I millennio si diffusero fino a occupare un'ampia area dell'Europa centro-settentrionale, dalla Scandinavia all'alto corso del Danubio e dal Reno alla Vistola. Da qui, a partire soprattutto dal III secolo, numerose tribù germaniche migrarono in molteplici ondate verso ogni direzione, toccando gran parte del continente europeo e arrivando fino in Nordafrica e in Nordamerica.
Dopo il periodo delle migrazioni i popoli germanici attraversarono un nuovo periodo di etnogenesi dal quale emersero alcune nazioni odierne: i popoli scandinavi (danesi, faroesi, islandesi, norvegesi, svedesi); i popoli tedeschi federati (compresi gli austriaci e gli svizzeri alemanni); i popoli franconi (fiamminghi, olandesi, lussemburghesi); e i popoli di matrice anglo-frisone (frisoni, inglesi), sebbene il lascito dei Germani sia presente in tutta Europa, anche in nazioni che non parlano lingue germaniche dove vari popoli germanici (Franchi, Burgundi, Goti, Longobardi, Normanni, etc.) si fusero con le popolazioni locali non germaniche, dai paesi del Mediterraneo, alla Francia dove essi assunsero la lingua gallo-romanza locale, alla Russia (Variaghi).
Dall'età moderna furono soprattutto gruppi germanici, almeno in origine, a fondare colonie nell'America del nord (le 13 colonie britanniche) e in altre zone non europee. Da questo periodo in poi elementi culturali originariamente propri di gruppi germanici, quali la lingua inglese e la religione protestante che fu creata in ambito germanico nel XVI secolo, si sono diffusi in tutto il mondo anche tra popolazioni non germaniche.

## Ripartizione
I Germani sono tradizionalmente ripartiti in tre gruppi:
- Popoli germanici orientali;
- Popoli germanici occidentali;
- Popoli germanici settentrionali.

La partizione dell'insieme delle tribù germaniche in tre grandi sottoinsiemi, geograficamente caratterizzati (occidentali, orientali e settentrionali), deriva da una distinzione linguistica interna alle lingue germaniche prima ancora che una strettamente storica, secondo lo schema classico di August Schleicher: frequenti erano, presso i Germani, i mescolamenti e le ibridazioni di tribù di diversa stirpe in formazioni nuove, che arrivavano perfino a includere elementi non germanici (e, talora, perfino non indoeuropei). A volte l'esiguità delle testimonianze non consente di verificare con esattezza l'appartenenza di un dato popolo a una precisa branca della famiglia germanica.

## Etnonimo

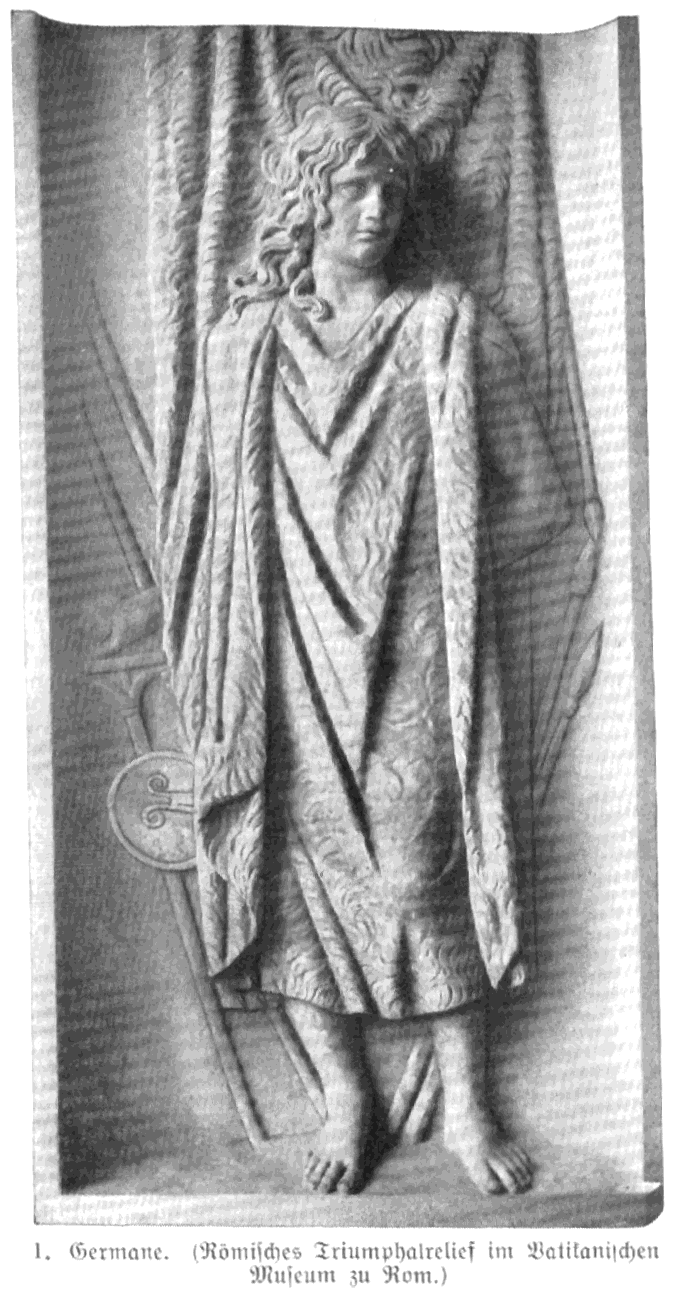
Un germano, rappresentato su un rilievo trionfale romano oggi custodito ai Musei Vaticani, a Roma.

### Esonimo: Germani
Il termine "Germani" delle fonti classiche (latino Germanus(-i), pronunciato con G iniziale dura=«ghermani») Tacito sostiene sia di origine celtica. Utilizzato inizialmente per identificare una specifica tribù, passò in seguito a essere impiegato per la totalità dei Germani. Tacito sostiene che il termine indicasse originariamente una tribù gallica stanziata nell'odierno Belgio prima di essere scacciata da una penetrazione germanica: quella dei Tungri che, una volta insediatisi nel territorio dei "Germani" celtici, sarebbero stati indicati dai vicini con il medesimo nome, in un secondo tempo esteso a tutte le genti a loro affini.
L'etimologia dell'etnonimo Germani non è certa. Se davvero derivasse dalla lingua gallica è stato proposto si tratti di un composto di *ger "vicini" + *mani "uomini", comparabile al gallese ger "vicino", l'antico irlandese gair "vicino", e l'irlandese gar- (prefisso) "vicino" e garach "vicinamente". Un altro etimo celtico ricollega la radice "ger" a "rumoroso", quindi "Germani" a "uomini rumorosi" o "urlanti"; cf. bretone/cornico garm "urlare", irlandese gairm "chiamare". Tuttavia non v'è corrispondenza tra le vocali e la lunghezza delle stesse.
Altri studiosi hanno proposto un'etimologia dal germanico comune stesso, *gēr-manni, "uomini di lancia" o "di spada" o in senso lato "uomini d'arme", cf. olandese medio ghere, alto tedesco antico Ger, norreno antico geirr, o anche inglese contemporaneo gear, "arnese", "congegno", "equipaggiamento". Tuttavia, la forma gēr sembra foneticamente di molto posteriore al I secolo, perché ha una vocale lunga dove dovrebbe essercene una corta per le lingue germaniche del periodo, e la forma latina Germanus(-i) ha una sola -n-, non una geminata.
È altresì possibile una parentela etimologica con il termine latino omografico germanus, che non sembrerebbe connesso con l'etnonimo, che deriva da germen ("germe", "seme") e significa "congenere", "dello stesso sangue", "fratello".

### Endonimo: "Teutoni, Tedeschi"
I Germani identificavano se stessi semplicemente come "il popolo" o "i popoli", con una varietà di parole tutte aventi la stessa origine nel germanico comune *þiudiskaz (thiudiskaz). La radice *þeudō (theudo) significava appunto "popolo" (nel senso del moderno volk, ovvero "gruppo etnico", gruppo di gente accomunata dalla stessa origine e dagli stessi costumi), e il suffisso *-iskaz formava l'aggettivo (tale suffisso continua nell'inglese -ish e nel tedesco moderno -isch, nonché nell'italiano -esco per prestito dal germanico, ad es. nel nome proprio in origine etnonimo "Francesco"). La parola proto-indoeuropea *tewtéh₂ ("tribù"), che è accettata negli studi linguistici come base di theudo, è all'origine anche di parole affini in altre lingue indoeuropee quali il lituano tautà ("nazione"), l'irlandese antico túath ("tribù", "popolo") e l'osco (una delle antiche lingue italiche) touto ("comunità"). Dalla forma in germanico occidentale *þiudisk e sue variazioni successive deriva il prestito latino medievale theodiscus e le sue varianti neolatine.
Thiudiskaz nell'inglese medio divenne thede/thedisc, ma già dal Medioevo gli Inglesi si riferivano a sé stessi come Englisc poi English, e dal primo inglese moderno thede era già perso (conservandosi solo in alcuni toponimi in Inghilterra come Thetford, "passo pubblico"). Continua nell'islandese þjóð (thiod) che sta per "popolo, nazione" e nel norvegese nuovo tjod dallo stesso significato, e specialmente nel tedesco della Germania Deutsch dove non indica un concetto generico di popolo ma proprio il "popolo germanico". Indicano specificamente la nazione della Germania anche l'olandese Duits (che pure possiede una variante antiquata, Deits, a significare il solo "popolo olandese"), lo yiddish (germanico giudaico) דײַטש daytsh, il danese tysk, il norvegese tysk, lo svedese tyska, e i derivati neolatini come l'italiano tedesco.
La parola "teutone", in forma aggettivale "teutonico", deriva anch'essa dal germanico thiudiskaz ma non attraverso il latino medievale theodiscus, quanto attraverso il latino antico Teutones già adottato dai Romani ad identificare una delle prime tribù germaniche con le quali erano entrati in contatto, i Teutoni appunto.

## Storia

### Le origini

#### Le prime testimonianze storiche e archeologiche (III-II millennio a.C.)

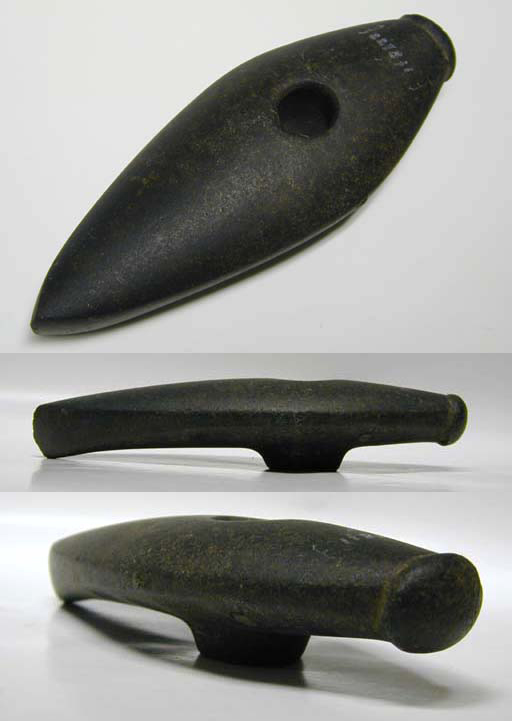
Ascia in pietra della cultura della ceramica cordata da Tidaholm.

I Germani furono il risultato dell'indoeuropeizzazione, nella prima metà del III millennio a.C., della Scandinavia meridionale e dello Jutland da parte di genti provenienti dall'Europa centrale, già indoeuropeizzata nel corso del IV millennio a.C. Sebbene la cronologia esatta di questa penetrazione sia ancora oggetto di disputa, è riconosciuto che entro il 2500 a.C. gli elementi culturali propri di questi popoli - la cultura della ceramica cordata - avevano raggiunto un'ampia area dell'Europa settentrionale, dal Mar Baltico orientale all'odierna Russia europea, dalla Penisola scandinava alle coste orientali del Mare del Nord.
Al momento del loro insediamento in quella che sarebbe divenuta la patria originaria dei Germani, gli elementi indoeuropei trovarono già sviluppata una civiltà agricola, autrice dei megaliti propri dell'Età della Pietra nordica. Non si conoscono i caratteri etnici propri di questi popoli, ma è possibile che fossero affini a quelli delle (relativamente) vicine genti finniche. La fusione, più o meno pacifica, di questi elementi pre-indoeuropei con i gruppi indoeuropei provenienti da sud determinò la cristallizzazione dei Germani, che conservarono la lingua indoeuropea dei nuovi venuti.
Il grado di compattezza dell'insieme dei Germani è oggetto di dibattito storiografico. Comunemente si ritiene che, nonostante la scissione in numerose tribù e l'assenza di un endoetnonimo attestato, i Germani avessero coscienza della propria identità etnica, secondo quanto ampiamente attestato sia dalla storiografica coeva greca e romana, sia dalla stessa produzione germanica di poco successiva; tuttavia alcuni recenti filoni storiografici criticano tale impostazione e, interpretando le attestazioni di appartenenza come conseguenti alla descrizione etnografica classica, negano ogni forma di coscienza identitaria comune. Permane in ogni caso piena convergenza sia sul carattere etnicamente composito delle varie tribù germaniche, sia sulla contemporanea omogeneità sociale, religiosa e linguistica.

#### Età del bronzo (XVII-VI secolo a.C.)

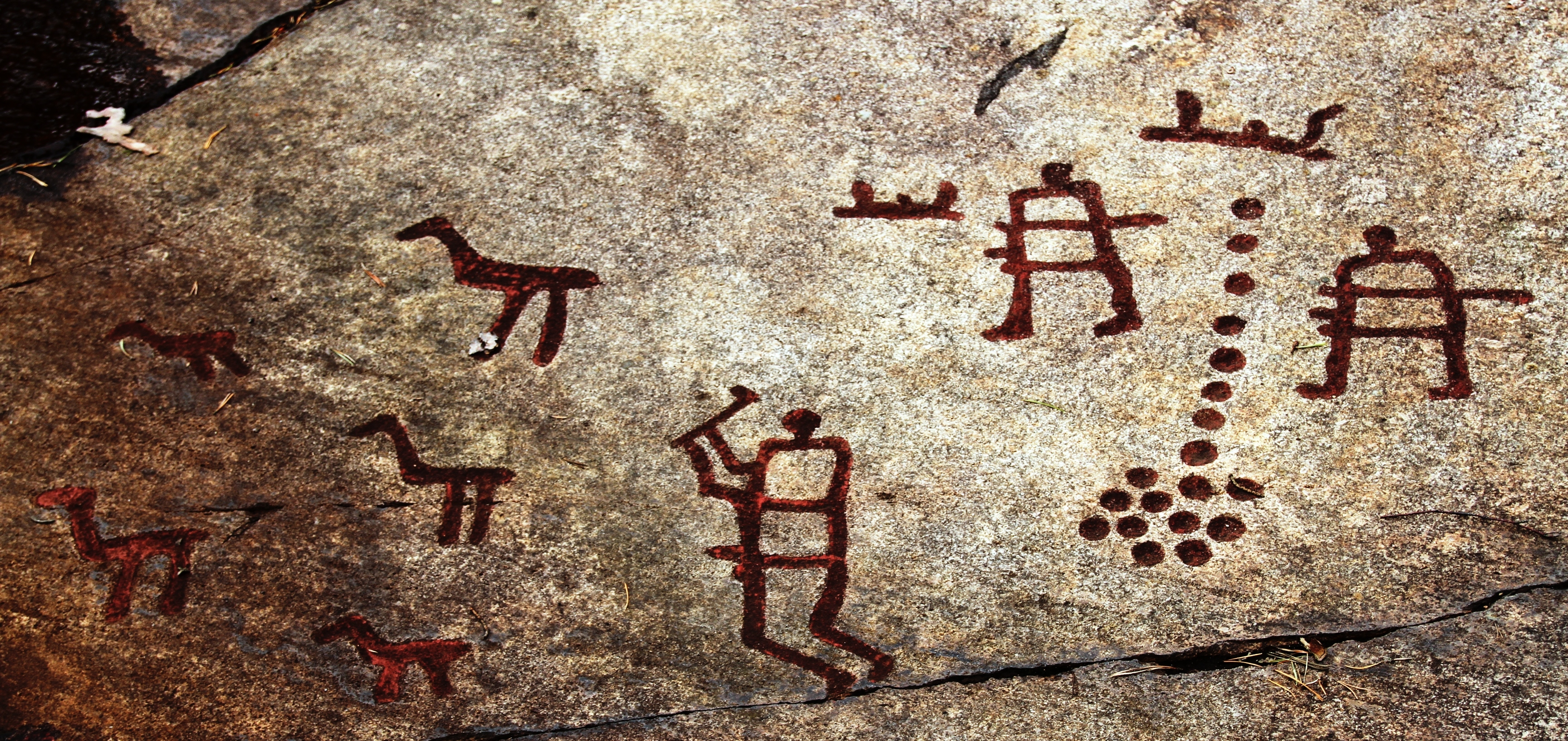
Petroglifi dell'età del bronzo scandinava da Tanum.

La cultura materiale che si sviluppò sulle rive del mar Baltico occidentale e nella Scandinavia meridionale durante la tarda età del bronzo europea (1700 a.C.-500 a.C.), nota come età del bronzo nordica, è già considerata la cultura comune ancestrale del popolo germanico. Esistevano a quel tempo insediamenti piccoli ed indipendenti, oltre ad un'economia fortemente incentrata sulla disponibilità di bestiame.
Fu questa l'epoca in cui la lingua proto-germanica assunse, all'interno della famiglia linguistica indoeuropea, le proprie caratteristiche peculiari. Il germanico comune - da intendersi più come un insieme di dialetti affini che come una lingua completamente unitaria - rimase sostanzialmente compatto fino alle grandi migrazioni di Germani verso sud, iniziate già nell'800 a.C.-750 a.C. A metà dell'VIII secolo a.C., infatti, i Germani risultano attestati lungo l'intera fascia litoranea che va dai Paesi Bassi alla foce della Vistola. La pressione continuò nei secoli successivi, non come un movimento unitario e unidirezionale ma come un intricato processo di avanzamenti, retrocessioni e infiltrazioni in regioni abitate anche da altri popoli. Intorno al 550 a.C. raggiunsero l'area del Reno, imponendosi sulle preesistenti popolazioni celtiche e in parte mescolandosi a esse (è considerato misto il popolo di confine dei Belgi).
Durante questo periodo i Germani furono a lungo in contatto, linguisticamente e culturalmente, con i Celti e gli Italici (sia Osco-umbri, sia proto-Latini e proto-Veneti) a sud e con i Balti a est. I rapporti con gli Italici, certificati dalla linguistica storica, si interruppero alla fine del II millennio a.C., quando questi popoli avviarono la loro migrazione verso sud e sarebbero ripresi soltanto a partire dal I secolo a.C., quando con Gaio Giulio Cesare l'espansione di Roma sarebbe arrivata fino al Reno.

#### Età del ferro (V-I secolo a.C.)

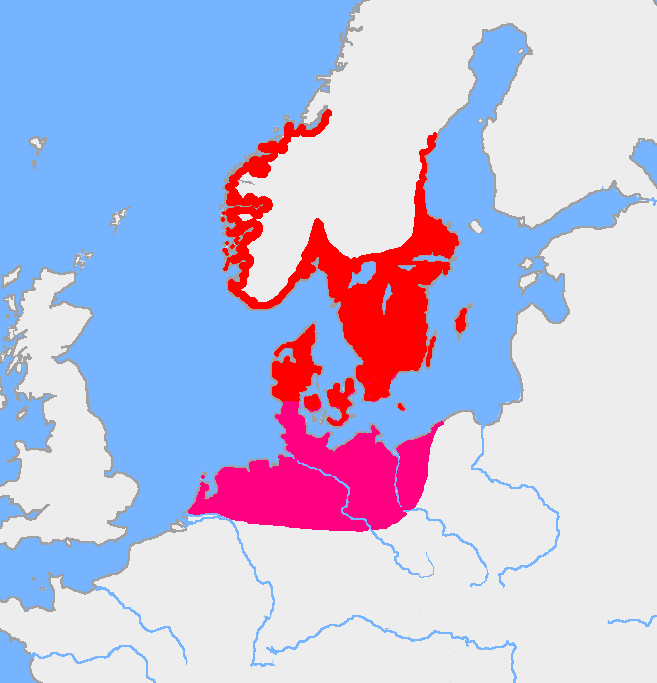
L'area occupata dai Germani durante l'Età del ferro (500 a.C.-60 a.C. circa). In rosso, la loro patria originaria (Scandinavia meridionale e Jutland), corrispondente a quella dell'Età del bronzo nordica; in magenta, le prime regioni toccate dalla loro espansione e dove si sviluppò la Cultura di Jastorf.

Dal V al I secolo a.C., durante l'Età del ferro, i Germani premettero costantemente verso sud, venendo a contatto (e spesso in conflitto) con i Celti e, in seguito, con i Romani. Lo spostamento verso sud fu probabilmente influenzato da un peggioramento delle condizioni climatiche in Scandinavia tra il 600 a.C. e il 300 a.C. circa. Il clima mite e secco della Scandinavia meridionale (una temperatura di due-tre gradi più elevata di quella attuale) peggiorò considerevolmente, il che non solo modificò drammaticamente la vegetazione, ma spinse le popolazioni a cambiare modi di vivere e ad abbandonare gli insediamenti. Intorno a tale periodo questa cultura scoprì come estrarre il "ferro di palude" (limonite) dal minerale nelle paludi di torba. Il possesso della tecnologia adatta ad ottenere minerale di ferro dalle fonti locali può aver favorito l'espansione in nuovi territori.
Nell'area di contatto con i Celti, lungo il Reno, i due popoli entrarono in conflitto. Sebbene portatori di una civiltà più articolata, i Galli subirono l'insediamento di avamposti germanici nel loro territorio, che diedero origine a processi di sovrapposizione tra i due popoli: insediamenti appartenenti all'uno o all'altro ceppo si alternavano e penetravano, anche profondamente, nelle rispettive aree d'origine. Sul lungo periodo, a uscire vincitori dal confronto furono i Germani, che qualche secolo più tardi sarebbero dilagati a occidente del Reno. Identico processo si sarebbe verificato, a sud, lungo l'altro argine naturale alla loro espansione, il Danubio.
Sul finire del II secolo a.C. i Germani risultavano presenti, oltre che nella loro patria originaria baltico-scandinava, in un'ampia ma indefinita regione dell'Europa centrale, all'epoca ricoperta di fitte foreste e corrispondente agli attuali Paesi Bassi, Germania centro-settentrionale e Polonia centro-occidentale. I confini dell'area da loro raggiunta, sia pure fluidi e soggetti a mutamenti e a condivisioni con altri popoli, coincidevano a grandi linee con i bassi corsi del Reno a ovest e della Vistola a est; a sud la situazione era ancor più incerta, con penetrazioni germaniche anche profonde in regioni abitate prevalentemente da Celti, come Norico e Pannonia. Già nel secolo successivo, tuttavia, la presenza germanica si sarebbe meglio definita, da un punto di vista territoriale, quale quella predominante nelle aree poste immediatamente al di là del Limes romano, marcato in quelle regioni dal Reno e dall'alto Danubio.

#### Il mito e la loro suddivisione nella storiografia romana
In età antica era diffusa l'ipotesi, riferita dallo storico latino, Publio Cornelio Tacito, nel De origine et situ Germanorum (del 98 d.C.), secondo cui i Germani fossero un popolo indigeno della Germania stessa, dal momento che nelle epoche più antiche gli spostamenti di intere popolazioni avvenivano esclusivamente via mare ed egli ritiene che nessun popolo del Mediterraneo si sia spinto verso il Mare del Nord. Oltre a ciò, lo storico romano riferisce anche delle origini mitiche che la tradizione germanica attribuiva al proprio popolo, trasmesse oralmente; essi si consideravano discendenti di Tuistone, divinità della terra. I suoi nipoti, figli di suo figlio Manno, sarebbero i capostipiti delle tre stirpi germaniche: 
1. quella degli Ingevoni (le popolazioni vicino all'Oceano);
2. degli Istevoni (che occupano la zona di mezzo);
3. e degli Erminoni (tutte le altre).

Secondo altre tradizioni, sempre riferite da Tacito, Manno ebbe tanti altri figli oltre ai primi tre, dai quali derivarono anche i Marsi, i Gambrivi, i Suebi, i Vandili, e dunque avrebbero dato origine ad altre tribù.
Vent'anni prima, nel 77/78, Plinio il Vecchio scriveva qualcosa di molto simile nella sua Naturalis Historia, che andrebbe a completare il quadro descritto da Tacito sui popoli germanici. Secondo lo storico e naturista latino: «i Germani hanno 5 razze: i Vandali, di cui fanno parte i Burgundi, i Varinni, i Carini, Gutoni; gli Ingueoni (assimilabili agli Ingevoni di Tacito), comprendenti Cimbri, Teutoni e Cauci (sulle coste dell'Oceano Germanico); gli Istueoni (assimilabili agli Istevoni), vicini al Reno (e che occupano la terra di mezzo); gli Ermioni (assimilabili agli Erminoni), più nell'interno e di cui fanno parte Suebi, Ermunduri, Catti e Cherusci; la quinta ripartizione è costituita da Peucini e Bastarni».

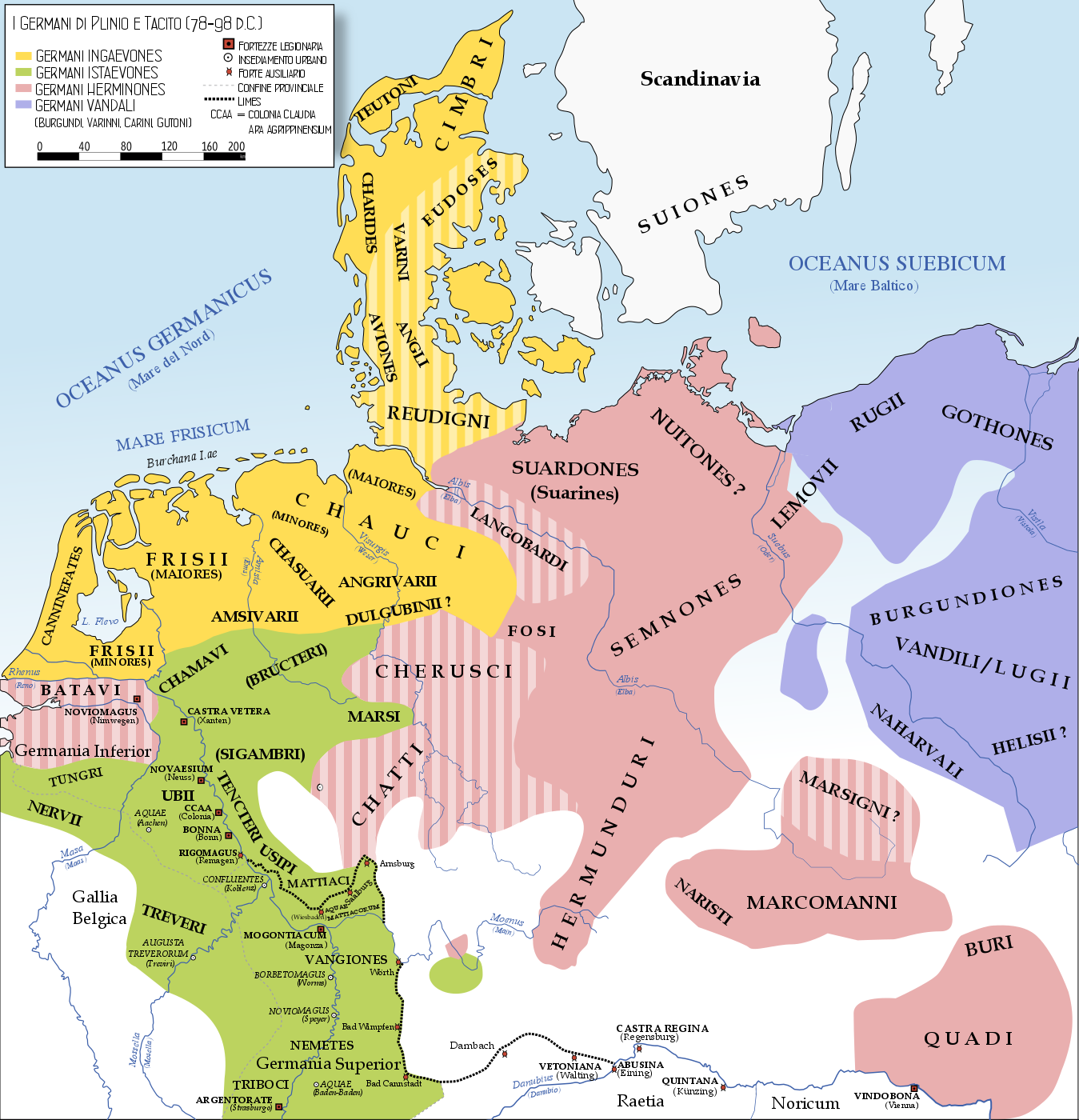
La Germania Magna e la sua suddivisione per popolazioni sulla base degli scritti di Plinio il Vecchio (77/78) e Tacito (98):
Ingaevones
Istaevones
Herminones

     Ingaevones
     Istaevones
     Herminones

### Il conflitto contro Roma (II secolo a.C. - V secolo d.C.)

#### Cimbri e Teutoni (113 - 101 a.C.)

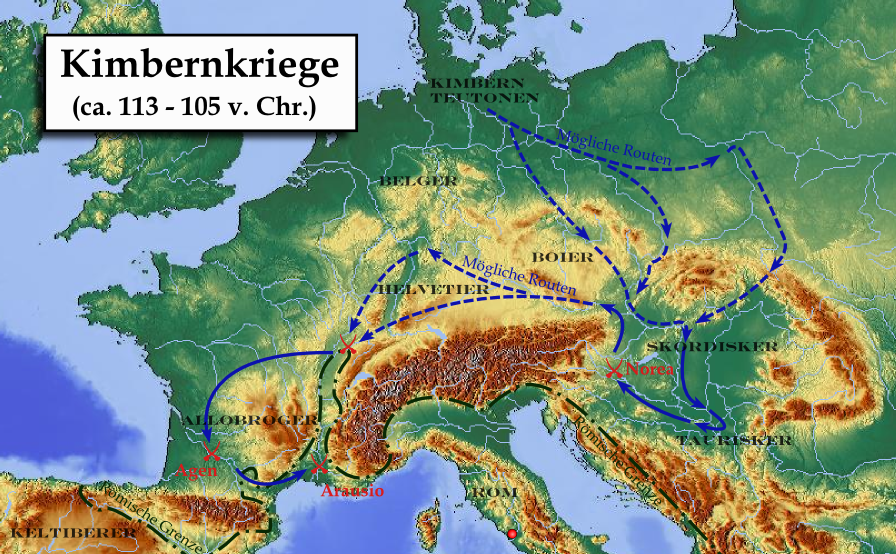
La coalizione germanica di Cimbri e Teutoni muovono dal mare del Nord in direzione prima del Danubio e poi verso la Gallia, dove si scontrano con i Romani alcune volte tra il 113 ed il 105 a.C.

I Germani vennero a contatto con Roma fin dall'ultimo scorcio del II secolo a.C., con le incursioni di Cimbri e Teutoni in territorio romano. I due popoli germanici mossero dal natio Jutland e penetrarono in Gallia, spingendosi fino alla provincia romana della Gallia Narbonense, di recente costituzione. Qui discesero il corso del Rodano favorendo una ribellione delle tribù celtiche appena assoggettate a Roma e sconfiggendo in più occasioni le legioni romane che avevano tentato di arginarne l'invasione.
Negli anni successivi i Cimbri penetrarono in Iberia, mentre i Teutoni proseguirono le loro scorrerie in Gallia settentrionale. I due popoli tornarono poi a volgersi contro i domini di Roma, minacciando la Gallia cisalpina; a opporsi a loro fu inviato il console Gaio Mario, che in due battaglie annientò entrambi i popoli: i Teutoni ad Aquae Sextiae (l'odierna Aix-en-Provence) nel 102 a.C., i Cimbri ai Campi Raudii (presso Vercelli) nel 101 a.C.
Superato il pericolo dell'invasione di Cimbri e Teutoni, Roma passò a una politica marcatamente espansionistica verso nord, nei territori dell'Europa centro-occidentale. Il processo, articolato in varie fasi, portò alla conquista di tutte le aree collocate a ovest del Reno e a sud del Danubio, oltre a varie penetrazioni al di là di tale linea. L'ininterrotta frontiera dell'Impero romano, estesa dal Mare del Nord al Mar Nero, fu il Limes, per secoli argine alla spinta espansionista dei Germani verso sud e verso ovest. Lungo il Limes, numerosi furono i conflitti che si accesero nel corso dei secoli tra i Romani e i Germani, che tentarono a più riprese di penetrare nel più ricco e organizzato territorio soggetto all'Urbe. Soltanto però quando l'Impero romano entrò - per cause interne - in grave crisi, ai Germani riuscì la penetrazione con ampie masse al di qua del Limes (III secolo).

#### Cesare e la Gallia: il Reno come confine naturale con i Germani (58-54 a.C.)
Al tempo della conquista della Gallia condotta da Cesare, nuovi conflitti si accesero lungo il Reno, confine tra i Celti e i Germani. Fin dal 72 a.C. un gruppo di tribù germaniche, capeggiate dai Suebi di Ariovisto, aveva passato il fiume e tormentava con le sue scorribande il territorio gallico, infliggendo anche una dura sconfitta ai Galli presso Admagetobriga (60 a.C.). I Galli invocarono allora l'aiuto di Cesare, che sconfisse definitivamente Ariovisto presso Mulhouse (58 a.C.).
La disfatta di Ariovisto non fu comunque sufficiente ad arrestare la pressione esercitata in quegli anni dai Germani sui Galli. Una massa di Usipeti e Tencteri minacciò i Menapi belgi presso la foce del Reno, fornendo a Cesare una nuova opportunità di intervento (55 a.C.). Sconfitte le due tribù in Gallia belgica, il proconsole sconfinò nelle terre dei Germani: valicato il Reno, compì razzie e saccheggi per terrorizzare il nemico e indurlo a rinunciare a nuove incursioni verso la Gallia. Fissò quindi stabilmente il confine dei territori soggetti a Roma sullo stesso Reno. Cesare aveva l'obiettivo di espandersi ben al di là dei territori nordici, ma fu frenato dall'espansionismo dei Germani che invasero costantemente il territorio gallico appena conquistato e preferì rinunciare all'espansione per controllare i movimenti dei Germani transrenani.

#### Il tentativo di conquista romana sotto Augusto (12 a.C.-9 d.C.)

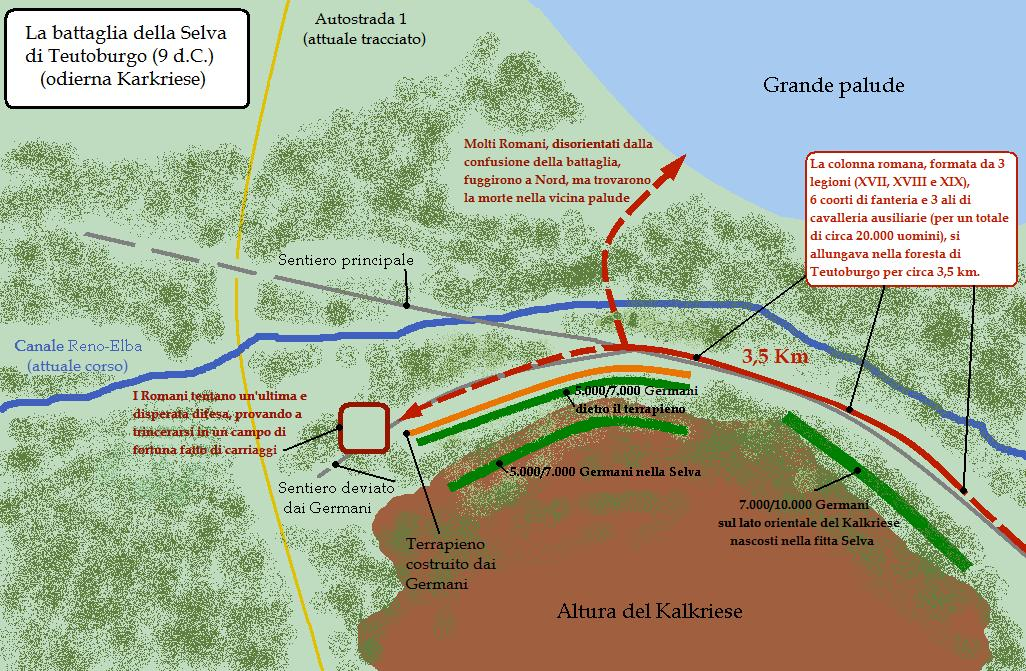
La mappa della disfatta di Varo, nella Selva di Teutoburgo

Le popolazioni germaniche avevano più volte tentato di passare il Reno: nel 38 a.C. (anno in cui gli alleati germani, Ubi, furono trasferiti in territorio romano) e nel 29 a.C. i Suebi, mentre nel 17 a.C. i Sigambri, insieme a Usipeti e Tencteri (clades lolliana). Augusto ritenne fosse giunto il momento di annettere la Germania, come aveva fatto Gaio Giulio Cesare con la Gallia. Desiderava portare i confini dell'Impero romano più ad est, dal fiume Reno al fiume Elba. Il motivo era di ordine prettamente strategico, più che di natura economico-commerciale. Si trattava infatti di territori acquitrinosi e ricoperti da interminabili foreste ma il fiume Elba avrebbe ridotto notevolmente i confini esterni dell'impero.
Toccò al figliastro di Augusto, Druso maggiore, il gravoso compito di operare in Germania. Le campagne che si susseguirono furono numerose, discontinue, e durarono per circa un ventennio dal 12 a.C. al 6 d.C. portando alla costituzione della nuova provincia di Germania con l'insediamento di numerose installazioni militari a sua difesa. Tutti i territori conquistati in questo ventennio furono però definitivamente compromessi quando nel 7 Augusto inviò in Germania Publio Quintilio Varo, sprovvisto di doti diplomatiche e militari, oltreché ignaro delle genti e dei luoghi. Nel 9 un esercito di 20.000 uomini composto da tre legioni venne massacrato nella selva di Teutoburgo, portando alla definitiva perdita di tutta la zona tra il Reno e l'Elba.

#### L'occupazione romana degli Agri decumati
Dopo il disastro di Teutoburgo, Roma tentò nuovamente di ridurre all'obbedienza i Germani, ma questi riuscirono sempre a evitare di piegarsi al giogo romano, salvo episodi momentanei. Una spedizione condotta da Germanico sotto Tiberio (14-16 d.C.) si concluse con la vittoria della Battaglia di Idistaviso, che tuttavia non portò a un ampliamento dei domini romani. Nel 47 Claudio decise di ritirare definitivamente le legioni al di qua del Reno. Durante questo periodo, varie tribù germaniche stanziate nei pressi della foce del fiume avevano dovuto accettare lo status di tributari di Roma, salvo poi ribellarsi (i Frisi nel 28, i Batavi nel 69-70).
Tra l'83 e l'85 una nuova campagna contro i Germani fu condotta dall'imperatore romano Domiziano, che si scontrò con i Catti e occupò l'area degli Agri decumates, riducendo così la lunghezza del Limes tra Reno e Danubio. In seguito, lo stesso imperatore combatté contro altre tribù germaniche (i Marcomanni e i Quadi) più a est, lungo il medio corso del Danubio (Pannonia), in una serie di campagne proseguite poi da Traiano (89-97).

#### Le tribù germaniche alla fine del I secolo
Risale alla fine del I secolo la prima dettagliata descrizione dei Germani, riportata nella Germania di Gaio Cornelio Tacito (98 d.C. circa). A quel tempo i Germani erano ormai diventati da un pezzo agricoltori sedentari. Lo storico romano, come già Cesare prima di lui, si occupa esclusivamente dei "Germani occidentali", che sono dunque i primi a essere descritti dettagliatamente dalla storiografia. Tacito testimonia che inizialmente questi Germani non erano interessati ai territori romani. Ogni tanto sommovimenti generati all'interno o indotti da pressioni esterne convogliavano l'aggressività endemica di queste tribù guerriere verso i confini dell'Impero romano, che suscitava in loro paura, riverenza e cupidigia. Ma l'Impero era troppo forte e le tribù troppo deboli per potere consolidare quelle incursioni in vere e proprie campagne militari. Le incursioni erano piuttosto i Romani a effettuarle nelle terre barbare, con risultati terrorizzanti. Fu solo tra il II e il IV secolo che, spinti dalle tribù di nomadi delle steppe che, superiori militarmente, ne occuparono i pascoli, essi iniziarono a premere verso sud.
La partizione dell'insieme delle tribù germaniche in tre grandi sottoinsiemi, geograficamente caratterizzati (occidentali, orientali e settentrionali), segue una distinzione linguistica interna alle lingue germaniche più che una strettamente storica, giacché frequenti erano, presso i Germani, i mescolamenti e le ibridazioni di tribù diverse.
I Germani occidentali

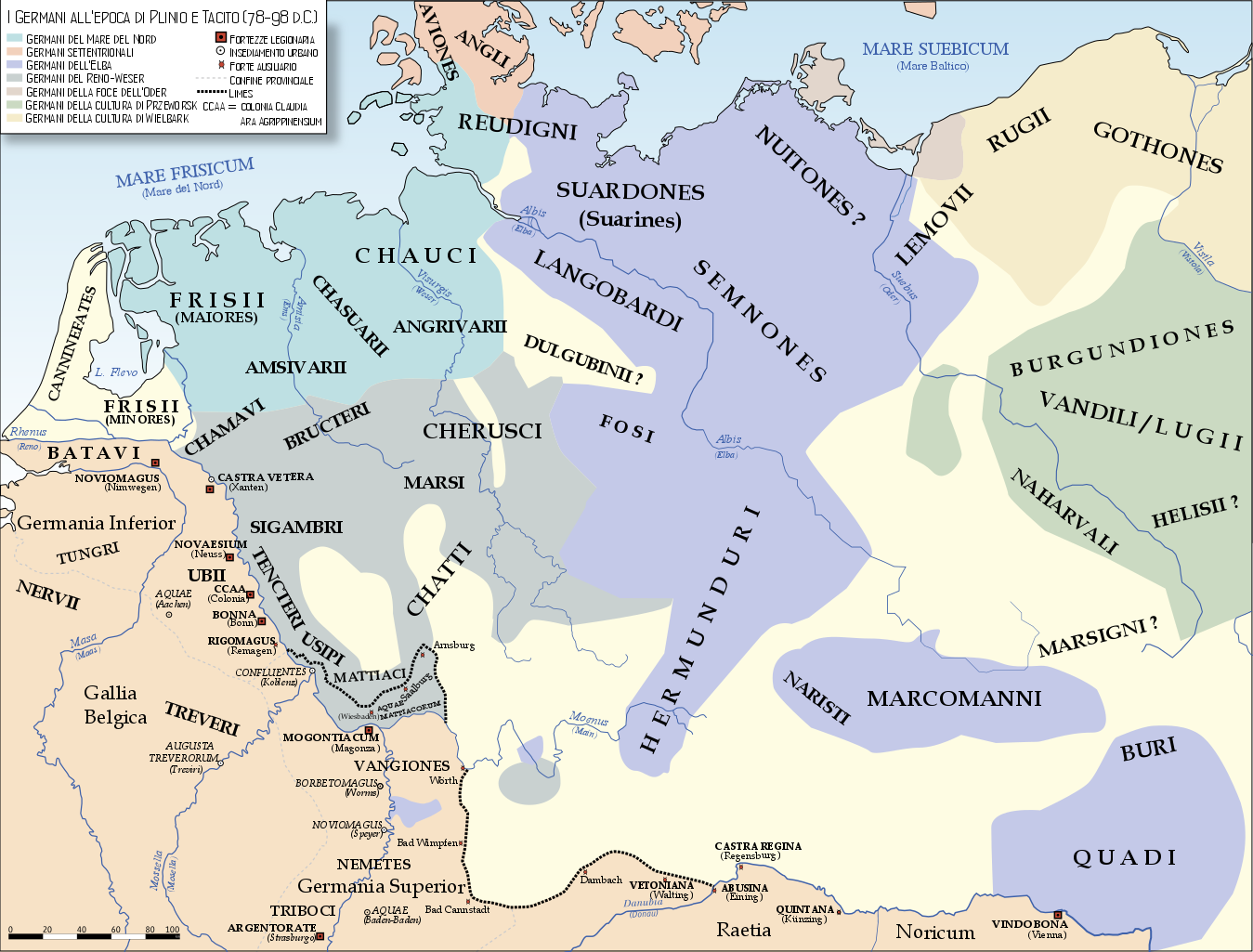
La Germania Magna nel 98 d.C. al tempo dello scritto di Tacito, De origine et situ Germanorum, inclusi i ritrovamenti archeologici.

Nella Germania Tacito ripartisce i Germani (occidentali) in tre gruppi: Ingaevones, Istaevones e Herminones. Tale tripartizione è stata accolta anche dalla storiografia moderna, che li identifica rispettivamente con le tribù del Mare del Nord, del bacino del Reno-Weser e di quello dell'Elba.
Gli Ingaevones all'epoca di Tacito erano le tribù stanziate lungo le coste del Mare del Nord e le piccole isole adiacenti; tra queste, i Frisi (presso la foce del Reno), gli Angli (nell'odierno Schleswig-Holstein), i Sassoni (anch'essi originari dello Schleswig-Holstein, poi espansi verso sud e verso ovest fino a raggiungere il Reno e a entrare in conflitto con altre tribù germaniche) e gli Juti (tradizionalmente collocati nello Jutland. Angli, Juti e gran parte dei Sassoni migrarono in massa in Gran Bretagna nel V secolo.
Gli Istaevones si trovavano, nel I secolo-II secolo nell'area dei bacini dei fiumi Reno e Weser. Tra le varie tribù che facevano parte di questo gruppo spiccano i Batavi, gli Ubi, i Treveri, i Catti e i Franchi, che presto si evolsero da singola tribù a confederazione includente anche apporti di diversa origine.
Gli Herminones (spesso indicati anche con il nome generico di Suebi, impiegato tuttavia in modo incoerente dalle fonti classiche) occupavano, sempre intorno al I secolo, la regione compresa tra il basso corso dell'Elba e il Mar Baltico, chiamata allora Golfo di Codano. Tra le tribù che ne facevano parte, oltre agli stessi Suebi, si contavano i Marcomanni, i Quadi e i Semnoni; questi ultimi avrebbero costituito il nucleo della confederazione degli Alemanni.
I Germani orientali
Chiamati anche, dal luogo del loro insediamento tra I e II secolo, "gruppo dell'Oder-Vistola", anche questo grande sottoinsieme dei Germani, identificato principalmente su base linguistica, era frazionato in numerose tribù; tra le principali, Vandali, Burgundi, Gepidi, Rugi, Eruli, Bastarni, Sciri, Goti (poi scissi in due rami: Ostrogoti e Visigoti) e Longobardi (questi ultimi, però, a volte sono inseriti tra gli Herminones, Germani occidentali).
Scarse sono le informazioni su questa branca germanica nei primi secoli d.C.: a causa dei rari contatti con il mondo classico, le testimonianze degli storici e dei geografici greci e latine sono poche e confuse. Soltanto a partire dal III-IV secolo, con i primi grandi movimenti migratori dei Germani orientali dall'area baltica verso il Limes romano e con la traduzione in lingua gotica della Bibbia per opera di Ulfila, le tribù germaniche orientali sarebbero entrate nella linea della storia.
I Germani settentrionali
Nonostante la scarsità dei contatti, gli storici e i geografi latini hanno tramandato alcune informazioni sul ramo settentrionale dei Germani: Plinio il Vecchio li indica con il nome generico di Hilleviones, mentre Tacito ricorda la tribù dei Suioni (dal cui nome deriva quello della Svezia). Accomunate dalla lingua proto-norrena, tramandata dalle iscrizioni in alfabeto runico, nei primi secoli d.C. le varie tribù erano stanziate nella parte meridionale della Penisola scandinava; soltanto a partire dal V secolo ebbero inizio vari movimenti migratori, che espansero notevolmente l'area occupata da questa branca germanica.

#### Le Guerre marcomanniche della fine del II secolo

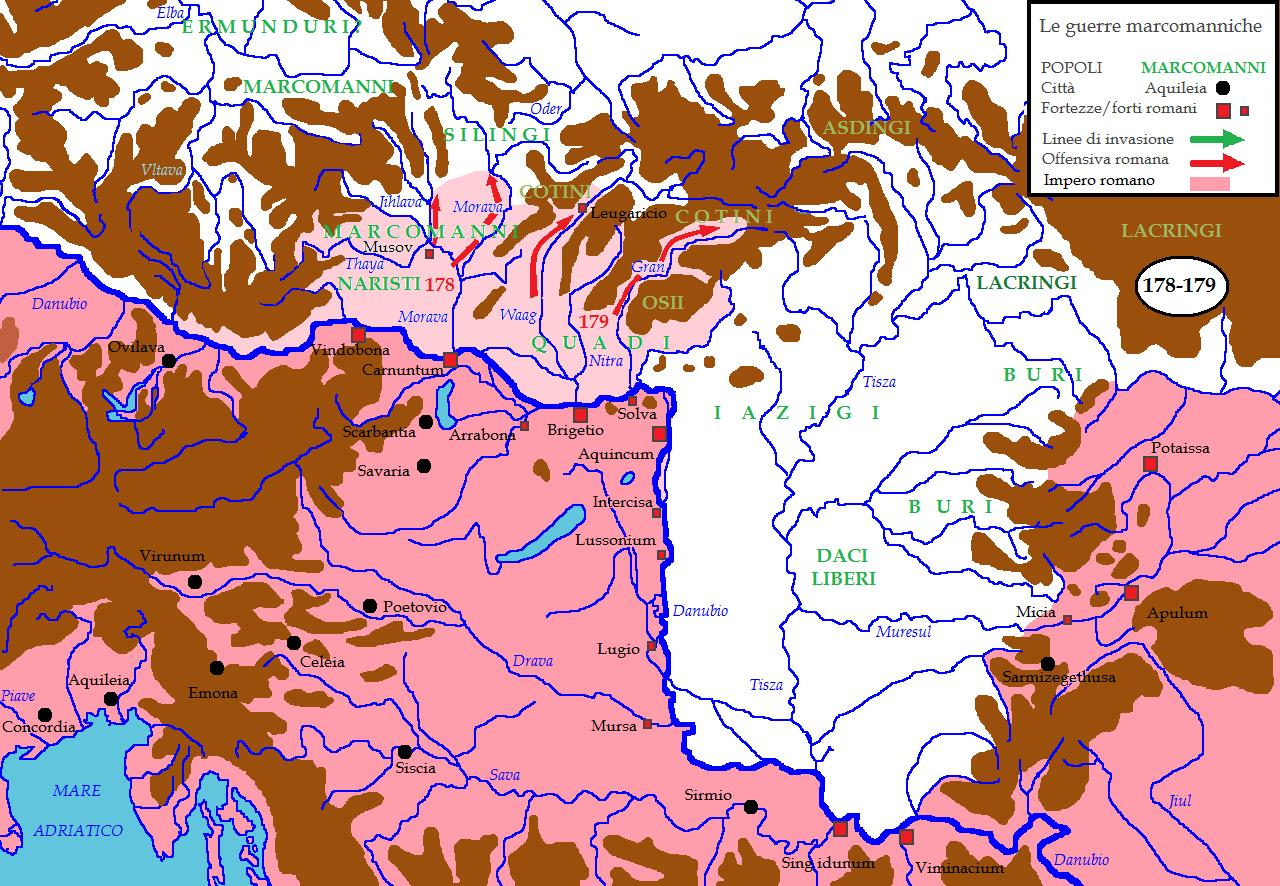
Le Guerre marcomanniche, combattute nella (progettata) regione della Marcomannia

Dopo un periodo di tranquillità, i Germani ripresero a manovrare contro l'Impero romano nel 135, con i Suebi; contro di loro mosse, in due campagne, Lucio Elio Cesare (136-137). Ma nel corso del II secolo furono soprattutto i Marcomanni a combattere contro Roma, dando vita a un lungo periodo di conflitti militari (dal 167 al 188) combattuti soprattutto in Pannonia.
Nel 166/167, avvenne il primo scontro lungo le frontiere della Pannonia, ad opera di poche bande di predoni Longobardi e Osii, che, grazie al pronto intervento delle truppe di confine, furono prontamente respinte. La pace stipulata con le limitrofe popolazioni germaniche a nord del Danubio fu gestita direttamente dagli stessi imperatori, Marco Aurelio e Lucio Vero, ormai diffidenti nei confronti dei barbari aggressori e recatisi per questi motivi fino nella lontana Carnuntum (nel 168). La morte prematura del fratello Lucio (nel 169 poco distante da Aquileia), ed il venir meno ai patti da parte dei barbari (molti dei quali erano stati "clienti" fin dall'epoca di Tiberio), portò una massa mai vista prima d'allora, a riversarsi in modo devastante nell'Italia settentrionale fin sotto le mura di Aquileia, il cuore della Venetia. Enorme fu l'impressione provocata: era dai tempi di Mario che una popolazione barbarica non assediava dei centri del nord Italia. Intorno ai Marcomanni si realizzò una coalizione di tribù, che includeva anche Quadi, Vandali, Naristi, Longobardi e perfino popoli non germanici, come gli Iazigi di ceppo sarmatico. Contro di essa mosse l'imperatore Marco Aurelio che, pur sconfiggendo a più riprese i barbari, non riuscì a completare il suo progetto a causa della morte dell'imperatore romano (nel 180). Ciò pose fine ai piani espansionistici romani e determinò l'abbandono dei territori occupati della Marcomannia e la stipula di nuovi trattati con le popolazioni "clienti" a nord-est del medio Danubio.

#### Invasioni del III secolo: le prime federazioni etniche

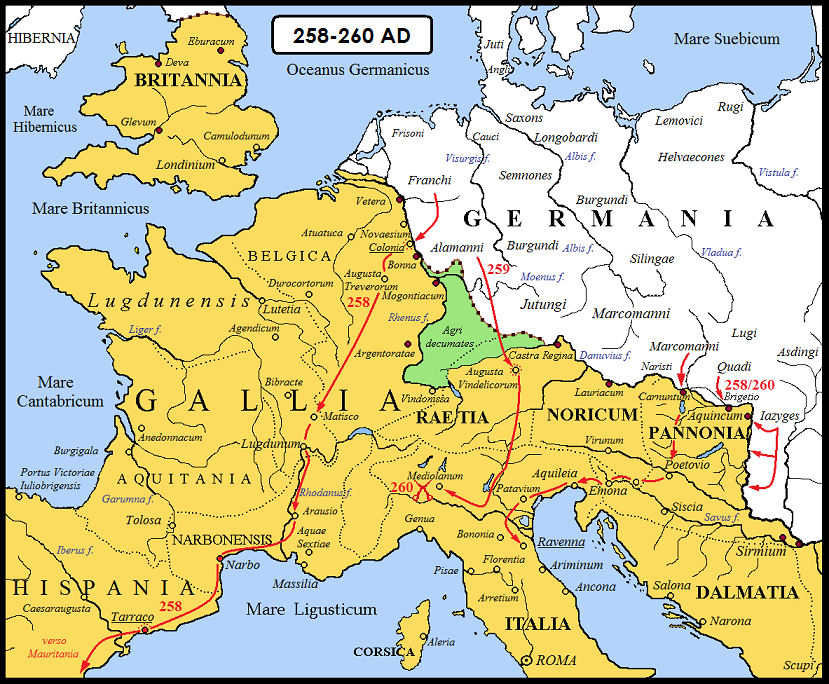
Invasioni in Occidente di Franchi, Alemanni, Marcomanni, Quadi, Iazigi e Roxolani degli anni 258-260.

Dopo le Guerre marcomanniche, tra i Germani si verificò un nuovo processo: in luogo delle semplici coalizioni di tribù si realizzarono vere e proprie federazioni etniche. Le identità proprie di ogni singolo gruppo tribale lasciavano cioè il posto, in questi casi, a una nuova identità più ampia, "nazionale": quella della federazione. Esempi di questa nuova modalità furono i Franchi, gli Alemanni e più tardi, dal V secolo, gli Anglosassoni. Il processo si realizzò soltanto in alcuni casi, e fu soltanto una delle linee di sviluppo possibili del grande processo di riorganizzazione compiuto dalle tribù germaniche durante i processi migratori noti come Invasioni barbariche; in altri casi continuò a operare l'aggregazione di tribù, parti di tribù e perfino di singoli guerrieri attorno a tribù già esistenti, che funzionarono così da catalizzatore e continuarono a conservare la propria identità (anche se ora allargata). Aggregazioni di questo genere furono, per esempio, quelle che si realizzarono intorno ai Suebi, agli Ostrogoti, ai Visigoti e ai Longobardi. Anche Marcomanni e Quadi agirono più volte in coalizione, uniti anche a popoli non germanici come gli Iazigi di ceppo sarmatico.
Le invasioni di questo periodo (dal 212/213 al 305) costituirono un periodo ininterrotto di scorrerie all'interno dei confini dell'impero romano, condotte per fini di saccheggio e bottino da genti armate appartenenti alle popolazioni che gravitavano lungo le frontiere settentrionali: Pitti, Caledoni e Sassoni in Britannia; le tribù germaniche di Frisi, Sassoni, Franchi, Alemanni, Burgundi, Marcomanni, Quadi, Lugi, Vandali, Iutungi, Gepidi e Goti (Tervingi ad occidente e Grutungi ad oriente), le tribù daciche dei Carpi e quelle sarmatiche di Iazigi, Roxolani ed Alani, oltre a Bastarni, Sciti, Borani ed Eruli lungo i fiumi Reno-Danubio ed il Mar Nero.

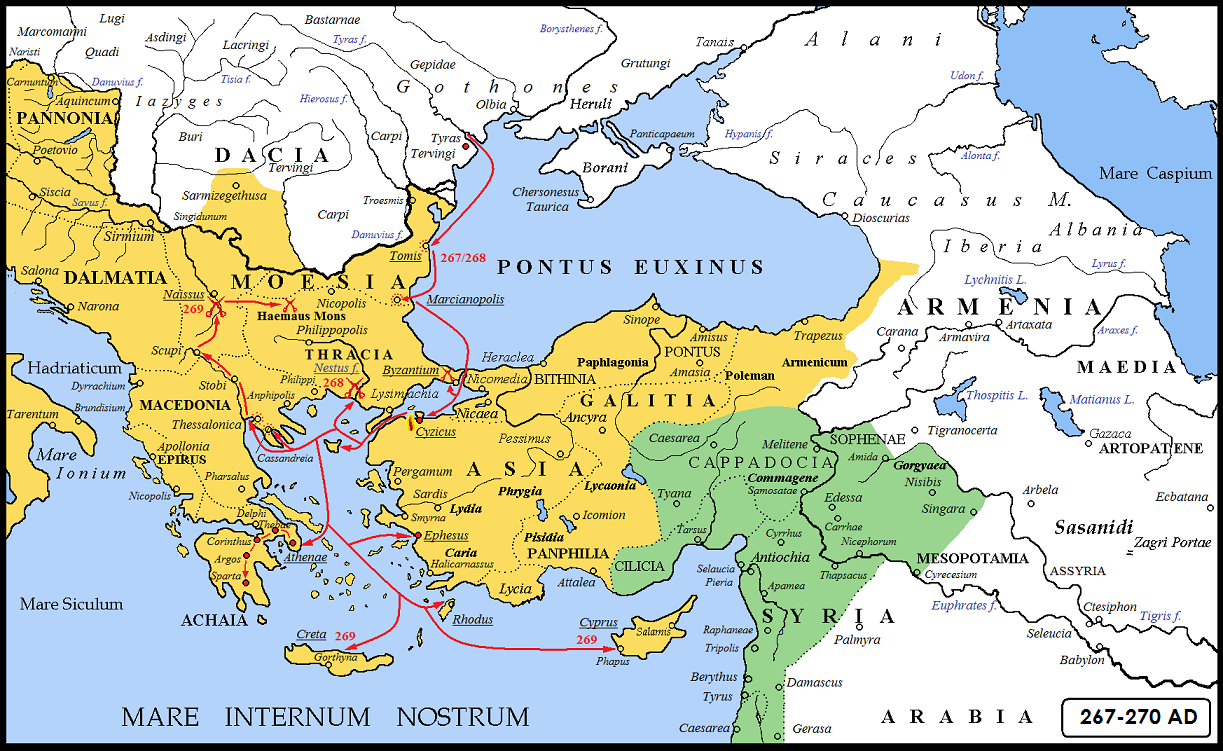
L'invasione delle genti gotiche del 267/268-270 durante i regni di Gallieno e Claudio il Gotico. In colore verde il regno di Palmira della regina Zenobia e Vaballato.

La crescente pericolosità per l'Impero romano di Germani e Sarmati era dovuta principalmente al cambiamento sopra citato, rispetto ai secoli precedenti nella struttura tribale della loro società: la popolazione, in costante crescita e sospinta dai popoli orientali, necessitava di nuovi territori per espandersi, pena l'estinzione delle tribù più deboli. Da qui la necessità di aggregarsi in federazioni etniche di grandi dimensioni, come quelle di Alemanni, Franchi e Goti, per meglio aggredire il vicino Impero o per difendersi dall'irruzione di altre popolazioni barbariche confinanti. Per altri studiosi, invece, oltre alla pressione delle popolazioni esterne, fu anche il contatto ed il confronto con la civiltà imperiale romana (le sue ricchezze, la sua lingua, le sue armi, la sua organizzazione) a suggerire ai popoli germanici di ristrutturarsi ed organizzarsi in sistemi sociali più robusti e permanenti, in grado di difendersi meglio o di attaccare seriamente l'Impero.
Roma, dal canto suo, ormai dal I secolo d.C. provava ad impedire la penetrazione dei barbari trincerandosi dietro il limes, ovvero la linea continua di fortificazioni estesa tra il Reno e il Danubio e costruita proprio per contenere la pressione dei popoli germanici.
Lo sfondamento da parte delle popolazioni barbariche che si trovavano lungo il limes fu facilitato anche dal periodo di grave instabilità interna che attraversava l'Impero romano nel corso del III secolo. A Roma, infatti, era un continuo alternarsi di imperatori ed usurpatori (la cosiddetta anarchia militare). Le guerre interne non solo consumavano inutilmente importanti risorse negli scontri tra i vari contendenti, ma - cosa ben più grave - finivano per sguarnire proprio le frontiere sottoposte all'aggressione dei barbari.

#### Invasioni del IV secolo
Lo sforzo intrapreso dagli augusti che si erano susseguiti già nel corso del III secolo e poi nel IV secolo, tanto a causa della mancanza di un progetto a lungo termine, quanto per la crisi economica che aveva investito il sistema tributario romano, non riuscì a salvare l'integrità dell'Impero. Era ormai chiaro che qualsiasi sforzo per il mantenimento dello status quo non avrebbe prodotto i risultati sperati. Diocleziano e la sua tetrarchia, Costantino I e la sua dinastia, poterono solo rallentare questo processo.

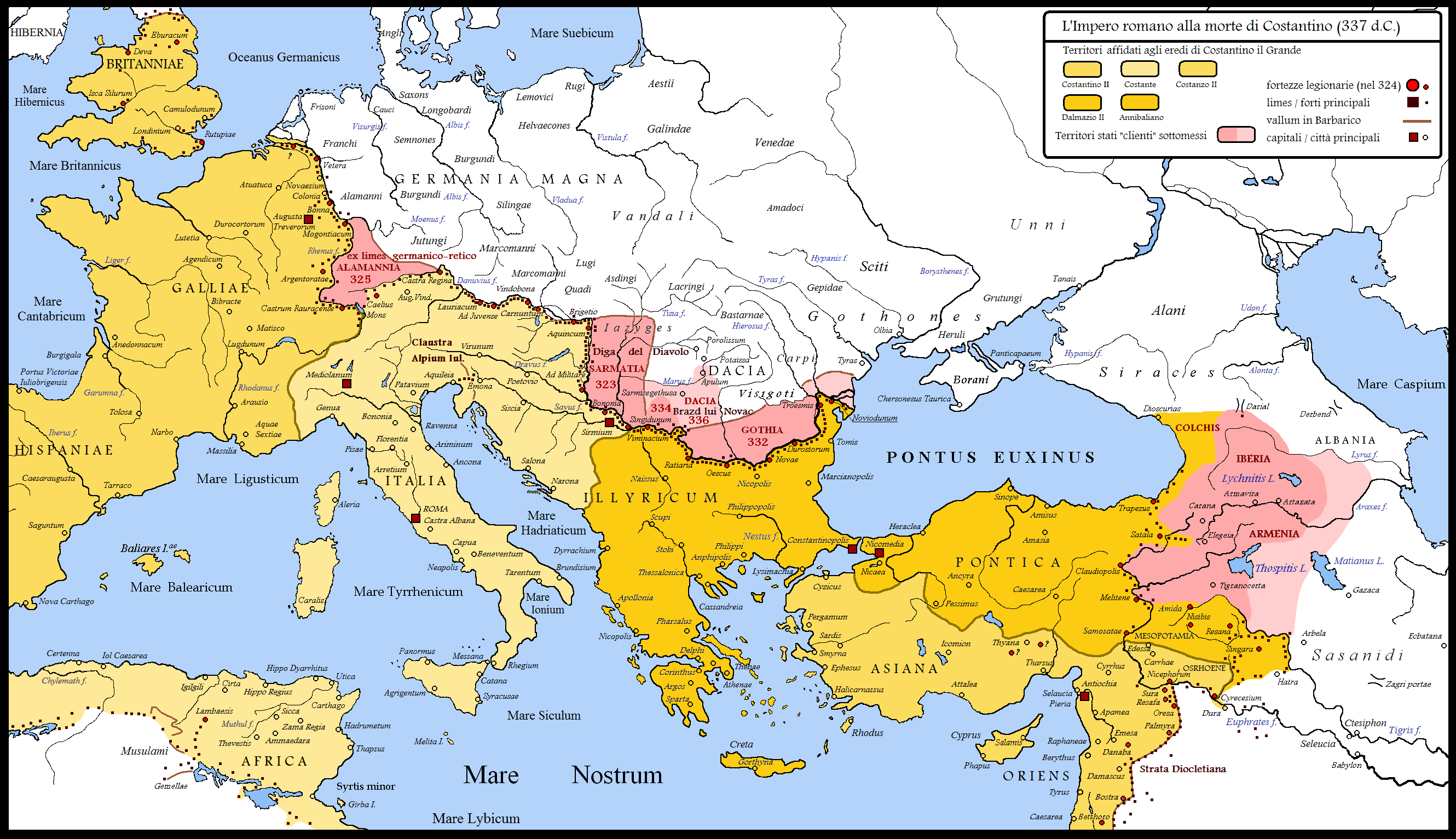
Le frontiere romane settentrionali ed orientali al tempo di Costantino, con i territori acquisiti nel corso del trentennio di campagne militari (dal 306 al 337).

Verso la metà del IV secolo la pressione delle tribù germaniche sui confini del Danubio e del Reno era diventata molto forte, incalzata dagli Unni provenienti dalle steppe centro-asiatiche (forse la stessa popolazione, ricordata con il nome di Xiongnu, che un secolo prima avevano insidiato l'Impero cinese presso la Grande Muraglia). L'irruzione degli Unni sullo scacchiere europeo modificò profondamente i caratteri degli attacchi germanici contro il territorio romano: se durante il III secolo la modalità prevalente era stata quella delle incursioni con finalità di saccheggio, esaurite le quali le varie tribù, federazioni o coalizioni facevano ritorno nei loro insediamenti posti immediatamente al di là del Limes romano, nel IV presero avvio migrazioni di massa verso l'Impero. In questo processo, a spostarsi erano non soltanto più i guerrieri, ma l'intero popolo, in cerca di nuove aree di stanziamento; la migrazione, comunque, non sostituì completamente la razzia, ma le due modalità si intersecarono e si sovrapposero ripetutamente.
In un primo momento, Roma tentò di assorbire gli spostamenti delle popolazioni germaniche inserendole all'interno delle proprie strutture, affidando loro un territorio di stanziamento lungo il Limes e impegnandole, in cambio dell'accoglienza, alla difesa del Limes stesso. La scissione della grande famiglia gotica nei due rami "occidentale" (Visigoti) e "orientale" (Ostrogoti) non frenò la loro pressione contro il Limes danubiano, che tra III e IV secolo esercitarono sia singolarmente, sia congiuntamente. In seguito alla migrazione degli Unni, inizialmente in Pannonia e all'effetto domino cagionato da essa, tuttavia, la politica di progressiva assimilazione non poté più essere proseguita, e i Germani irruppero in massa e al di fuori di ogni pianificazione all'interno dell'Impero. Al termine del processo, proseguito anche nei secoli seguenti, numerosi popoli germanici si trovarono insediati in vari territori dell'Europa occidentale, meridionale e perfino in Nordafrica, ridisegnando di conseguenza la mappa etnica e linguistica del Vecchio continente.
La nuova situazione ebbe come momento di svolta la battaglia di Adrianopoli (378), nella quale i Visigoti sconfissero l'esercito dell'imperatore Valente, che perse la vita nello scontro. Teodosio, infatti, chiamato alla guida dell'impero d'Oriente da Graziano dopo la morte di Valente, e i suoi successori adottarono una nuova strategia di contenimento nei confronti dei barbari. Dopo quell'evento infatti gli imperatori, incapaci di fermare le invasioni militarmente, cominciarono ad adottare una politica basata sui sistemi della hospitalitas e della foederatio. Dopo la terribile disfatta di Adrianopoli del 378, gli imperatori romani furono così costretti a "subire" la presenza dei barbari sia all'interno sia all'esterno dei confini imperiali, una delle principali cause della disgregazione ed allontanamento tra la parte occidentale ed orientale dell'impero.

#### Invasioni del V secolo

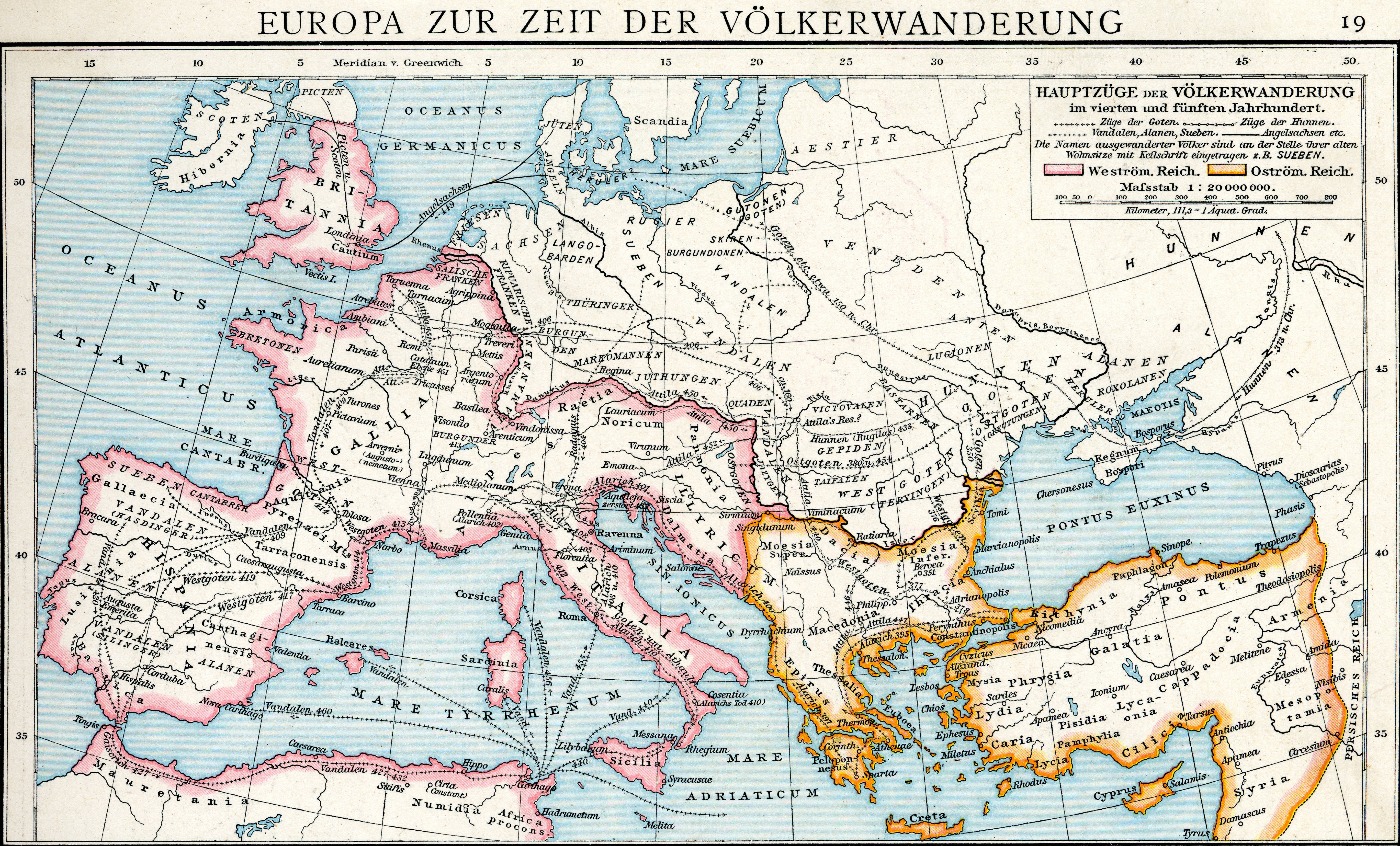
Invasioni barbariche del V secolo.

L'estrema agonia di Roma iniziò quando, intorno al 395, i Visigoti si ribellarono. La morte di Teodosio I e la divisione definitiva dell'impero romano d'Occidente e d'Oriente tra i due suoi figli Onorio e Arcadio, portò il generale visigoto Alarico a rompere l'alleanza con l'impero e a penetrare attraverso la Tracia fino ad accamparsi sotto le mura di Costantinopoli. Contemporaneamente gli Unni invasero la Tracia e l'Asia Minore mentre i Marcomanni la Pannonia. Fu solo grazie all'intervento del generale Stilicone, che, seppur bloccato dall'autorità di Arcadio, poté fermare sul nascere un possibile assedio della capitale d'Oriente.
Ed ancora nel 402 sempre i Visigoti tentarono un nuovo colpo di mano assediando Mediolanum, l'altra capitale imperiale (questa volta della parte occidentale) dove si era rifugiato Onorio. Fu solo grazie ad un nuovo intervento di Stilicone che fu salvata e Alarico fu costretto a togliere l'assedio.
Pochi anni più tardi, nel 410, i tentativi di Alarico ottennero un importante successo. Grazie soprattutto alla morte di Stilicone, unico baluardo della romanità, egli riuscì a penetrare in Italia ed mettere a sacco la stessa Roma. A quella data, già da alcuni anni, la capitale imperiale si era trasferita a Ravenna, ma qualche storico candida il 410 quale possibile data della vera caduta dell'impero romano. Privato di Roma e di molte delle sue precedenti province, con un'impronta germanica sempre più marcata, l'impero romano degli anni successivi al 410 aveva davvero poco in comune con quello dei secoli passati. Nel 410, la Britannia era ormai andata perduta definitivamente, come pure grossa parte dell'Europa occidentale fu messa alle strette "da ogni genere di calamità e disastri", finendo in mano a regni romano-barbarici formatisi all'interno dei suoi originari confini e comandati da Vandali, Svevi, Visigoti e Burgundi.
Vi fu solo un timido tentativo di ripristinare l'antico splendore di Roma da parte del magister militum Ezio, che riuscì a fronteggiare provvisoriamente i barbari fino al 451, quando batté gli Unni di Attila grazie a una coalizione di genti germaniche federate nella battaglia dei Campi Catalaunici. La morte di Ezio nel 454 portò alla successiva fine nell'arco di venticinque anni e a un nuovo sacco di Roma nel 455.
Il 476 sancì infatti la fine formale dell'Impero romano d'Occidente. In quell'anno, Flavio Oreste rifiutò di pagare i mercenari germanici al suo servizio. I mercenari insoddisfatti, inclusi gli Eruli, si rivoltarono. La rivolta era capeggiata dal barbaro Odoacre. Odoacre e i suoi uomini catturarono e uccisero Oreste. Poche settimane dopo, Ravenna, la capitale dell'Impero, cadde e l'ultimo imperatore Romolo Augusto venne deposto. Questo evento viene tradizionalmente considerato la caduta dell'Impero romano, almeno in Occidente. Tutta l'Italia era in mano a Odoacre, il quale mandò le insegne imperiali all'imperatore d'Oriente Zenone.

### Regni romano-germanici (V-VIII secolo)
Nei territori appartenuti all'Impero romano e in seguito sommersi dalla Invasioni barbariche, i nuovi venuti germani diedero vita, insieme ai vinti romanici (gruppi etnici gallo-romani e ibero-romani e genti d'altra origine residuati della dissoluzione dell'antico Impero Romano), a istituzioni statali di nuovo tipo, dette regni romano-barbarici (o latino-germanici). All'interno di questi regni avvenne, durante l'Alto Medioevo, l'integrazione tra gli invasori germani e gli autoctoni romanici, dando così vita - almeno nelle linee più generali - alla composizione etnica e linguistica dell'Europa moderna. Le monarchie "romano-barbariche" presentavano un duplice carattere legato sia alla tradizione germanica dei conquistatori (leggi non scritte, importanza della pastorizia, credo religioso ariano e usanze guerriere) sia alla tradizione latina delle genti romanizzate, con i vescovi spesso provenienti da antiche famiglie aristocratiche romane.

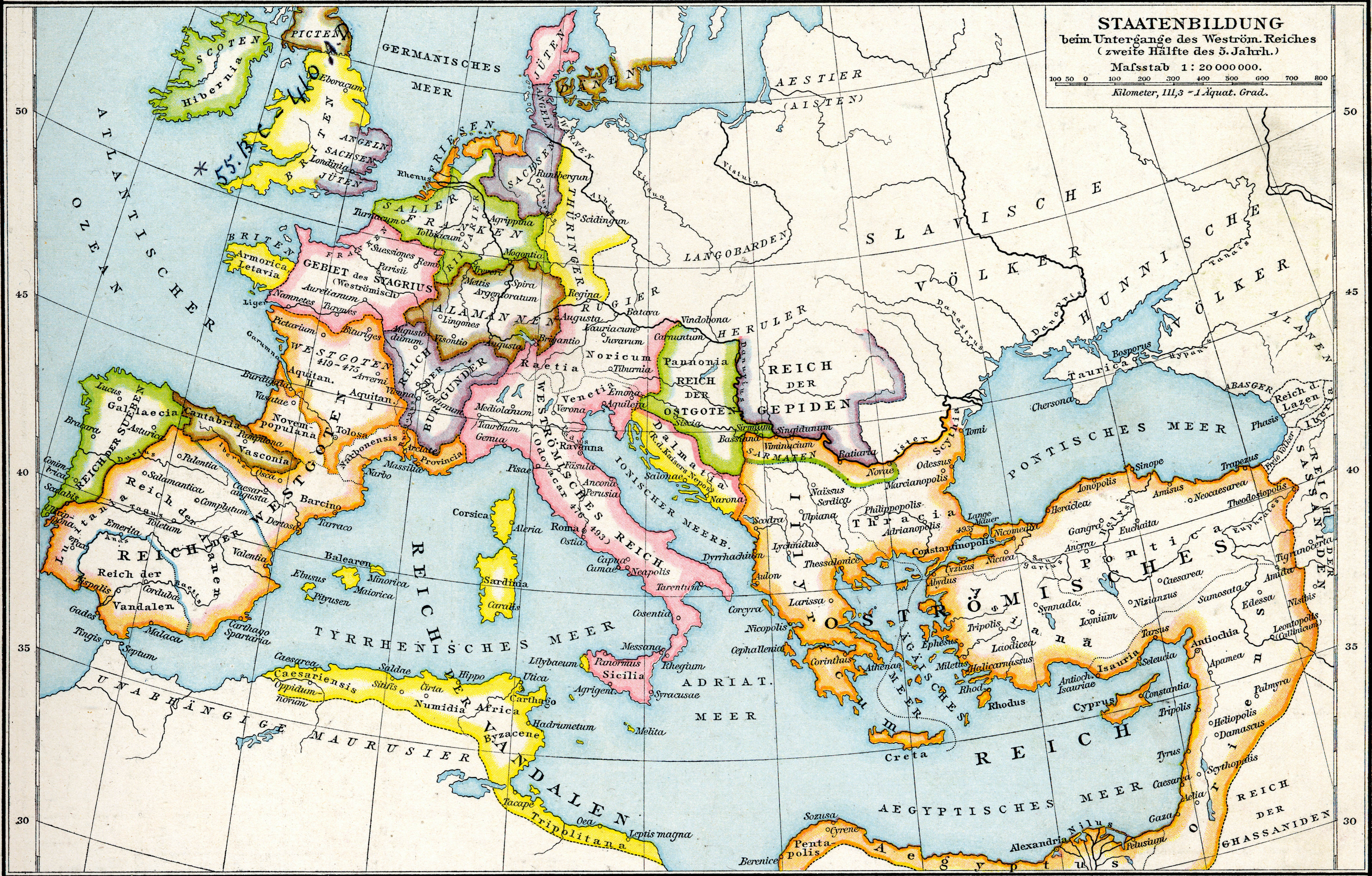
I regni romano-barbarici poco dopo la caduta dell'Impero romano d'Occidente.

La pars occidentis si andava riorganizzando secondo i nuovi profili istituzionali delle cosiddette "monarchie romano-barbariche", riconosciute formalmente dall'unico imperatore rimasto, quello d'Oriente. Le vecchie municipalità però rimasero operative a lungo, anche se l'economia e la società furono gravemente colpite e non si ripresero per molti secoli. Si spopolarono gradualmente le città (per l'insicurezza, la carenza di approvvigionamenti e l'inflazione galoppante) e l'economia si ruralizzò. Esauriti ormai gli schiavi per i latifondi, si diffusero i coloni (uomini e donne formalmente liberi, ma legati alle terre che lavoravano ed ai latifondisti, ai quali prestavano opere gratuite, obbligatorie e unilateralmente decise dai padroni), che vi si rifugiavano in cambio della protezione dei vigilantes, piccoli corpi militari privati.
Nel latifondo, spartito tra le famiglie dei coloni, si erano ormai spezzate le vecchie monocolture in favore di prodotti diversificati e una maggiore presenza di pascoli per l'allevamento (attività tipica dei coloni di origine germanica). Non era quasi mai possibile arrivare all'autosufficienza e persistevano i mercati, almeno per le merci pregiate e i prodotti dell'artigianato.
Il decadere dei commerci con l'oriente rese raro il papiro, che venne sostituito nella preparazione dei libri nei monasteri con la più pregiata (e costosa) pergamena, ricavata dalla pelle degli animali opportunamente conciata, una risorsa ormai più facilmente disponibile per la maggiore diffusione dell'allevamento.
I regni romano-barbarici mantennero molte delle strutture del governo romano, soprattutto a livello municipale, servendosi della collaborazione dei Romani (o, per meglio dire, Romanici) per governare il loro stato. Non risulta che Franchi e Burgundi avessero mantenuto il sistema provinciale romano, mentre Visigoti e Vandali mantennero le province (governate da rectores o iudices) ma non diocesi e prefetture. Soltanto in Italia Odoacre e, successivamente, i re Ostrogoti (in primis Teodorico il Grande) conservarono integralmente la struttura amministrativa tardo-imperiale mantenendo la prefettura del pretorio d'Italia e i due vicariati dell'Italia Annonaria e Suburbicaria, nonché le diverse province in cui era stata suddivisa l'Italia. Quando Teodorico conquistò la Provenza, nel 508, ricostituì anche una diocesi delle Gallie, promossa due anni dopo al rango di prefettura, con capitale Arelate. La prefettura del pretorio delle Gallie venne abolita nel 536, sotto il regno di Vitige, in seguito alla cessione della Provenza ai Franchi. Il motivo per cui Odoacre e, successivamente, Teodorico mantennero integralmente la struttura amministrativa tardo-imperiale era che essi erano ufficialmente viceré dell'Imperatore "romano" di Costantinopoli, per cui l'Italia continuava nominalmente a far parte dell'Impero romano, seppur in maniera "indiretta". Le cariche civili (come quella di vicario, di prefetto del pretorio, di praeses, di praefectus urbi, di console, di magister officiorum) continuavano ad essere rivestite da cittadini romani, mentre i Barbari privi di cittadinanza ne erano esclusi. I Romani erano invece esclusi dall'esercito, interamente costituito da Ostrogoti.
Le leggi dei regni romano-barbarici attestano che i Barbari ricevettero un terzo o i due terzi delle terre della regione di insediamento, sulla base dell'istituto della cosiddetta hospitalitas.
Alcuni dei regni romano-barbarici, come quelli dei Burgundi nel bacino del Rodano o degli Svevi (Suebi) nella parte nord-occidentale della penisola iberica, vennero assimilati nel corso del VI secolo dai vicini (quello dei Burgundi dai Franchi e quello svevo dai Visigoti); altri, come quelli dei Vandali in Nordafrica o degli Ostrogoti in Italia, crollarono sempre nel VI secolo sotto l'offensiva di Bisanzio, che tentò di ricostruire l'unità dell'impero. Quelli dei Visigoti in Spagna e dei Franchi nelle ex province galliche invece sopravvissero, sia per la rapida integrazione tra le popolazioni dei residenti e gli invasori, sia per la collaborazione con la Chiesa e con esponenti del mondo intellettuale latino. Il regno visigoto crollò agli inizi dell'VIII secolo, conquistato dagli Arabi musulmani. Dopo il crollo del regno ostrogoto, nel 568 l'Italia fu invasa dai Longobardi, il cui regno durò fino al 774, quando fu conquistato dai Franchi di Carlo Magno.

## Società

### Famiglia

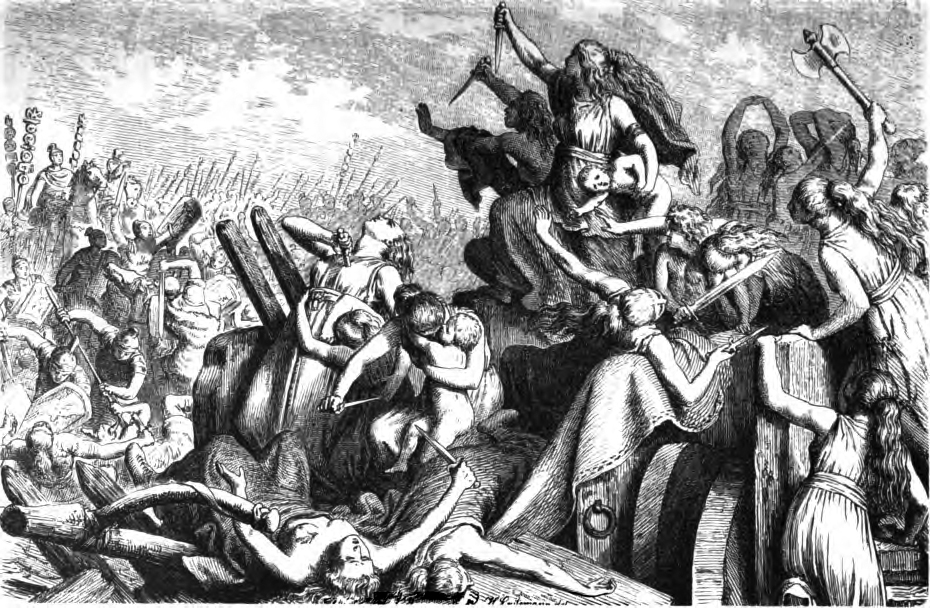
Le donne dei Teutoni, sempre a fianco dei mariti in combattimento, difendono la fortezza di carri (1882) di Heinrich Leutemann.

Tacito aggiunge che accanto alle schiere di combattenti, stanno nelle retrovie i loro familiari, così vicini da sentire le urla di incitamento delle loro donne e dei loro figli. Questi sono per ogni soldato le persone più care, a cui porgono le ferite da curare (a madri e mogli) e dalle quali sono nutriti con cibo, esortati ed incoraggiati.
(Tacito, De origine et situ Germanorum, VIII, 1.)

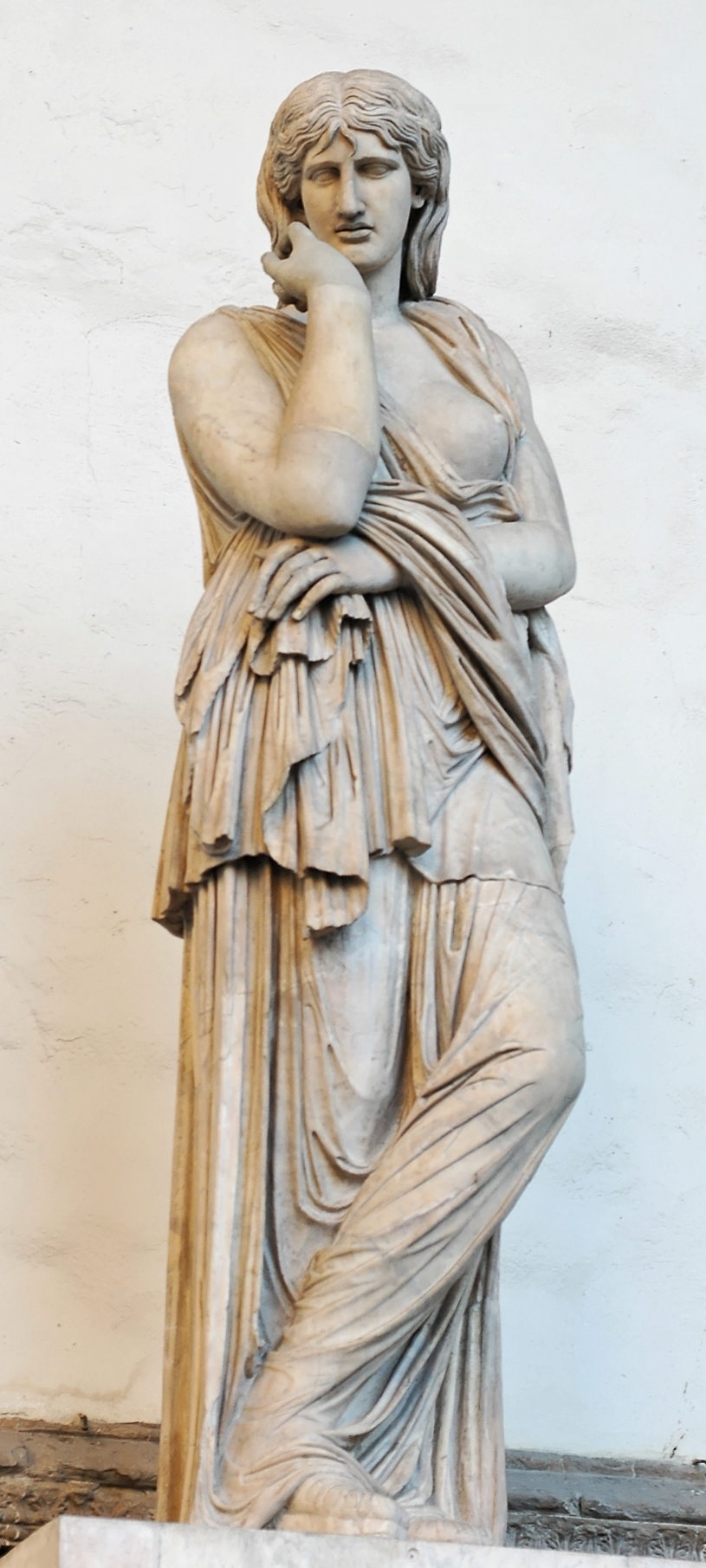
Statua di una prigioniera barbara, detta "Thusnelda” (moglie di Arminio). Opera romana in marmo di età traianeo-adrianea (II sec. d.C.) con restauri moderni. Scoperta a Roma, oggi si trova a Firenze sotto la Loggia dei Lanzi

Nelle donne i Germani vedevano qualcosa di santo e di profetico e non disprezzavano i loro consigli, né trascuravano i loro responsi. Non a caso durante il principato di Vespasiano, una donna, Veleda, fu ritenuta dalla maggior parte dei suoi quasi una dea, mentre in tempi più antichi questo ruolo fu ricoperto da una certa Albrinia. Le donne vivevano con grande riserbo e pudore della loro femminilità (pudicitia), senza subire influenze negative dagli spettacoli o dai conviti. Tanto gli uomini, come le donne, ignoravano il tradimento. Non a caso gli adulteri erano rarissimi in una società tanto numerosa.
Conoscere una donna prima del ventesimo anno era per i Germani, assai vergognoso. Essi tenevano infatti alla loro verginità, poiché credevano desse loro maggiore forza, vigore e statura. I rapporti coniugali erano austeri, e per questo Tacito stesso li ammirava. Ai Germani, infatti, quasi soli tra le genti barbare, bastava una sola moglie, a parte pochi che contraevano più matrimoni, non tanto per il desiderio del piacere, ma in quanto ricercati per la loro nobiltà. Presso di loro non era la moglie a portare la dote al marito, ma questi che la offrivano alla stessa. I genitori e i parenti del marito passavano in rassegna ai doni, che non erano dati per il compiacimento della donna, ma erano dei buoi accoppiati, un cavallo bardato, uno scudo, una lancia e una spada. In cambio di questi doni, si acquistava la moglie, mentre la stessa donava al marito qualche arma: questo rappresentava il contenuto più profondo del loro vincolo, i loro sacri misteri e le divinità delle nozze. La moglie era, inoltre, tenuta a condividere fatiche e pericoli col marito, pronta a soffrire e ad averne la stessa sorte, tanto in pace come in guerra. Questo rappresentava anche il simbolo dei doni della famiglia del marito.
La donna, una volta divenuta madre, doveva rendere ai figli quanto aveva ricevuto, per poi trasmettere il tutto alle future nuore e da queste ai loro nipoti, in una continuità delle tradizioni di generazione in generazione. Ciascun bambino veniva allattato dalla propria madre e non era mai affidato a balie o ad ancelle.
Ai giovani è concesso di portare le armi, solo dopo che la tribù abbia riconosciuto loro di essere in grado di poterle maneggiare. In assemblea, uno dei capi o il padre o uno dei parenti, provvede a fornire al giovane una lancia (framea) e uno scudo. In questo modo si evidenzia una prima forma di onore della gioventù. Se prima di tale cerimonia i giovani erano considerati come parte della famiglia, ora fanno parte della loro tribù o popolo. Una grande nobiltà o i grandi meriti e virtù che i giovani possono avere, conferiscono ad alcuni di essi anche la dignità di capo; altri di loro si mettono al seguito dei più forti di loro, il cui valore è già stato messo alla prova.

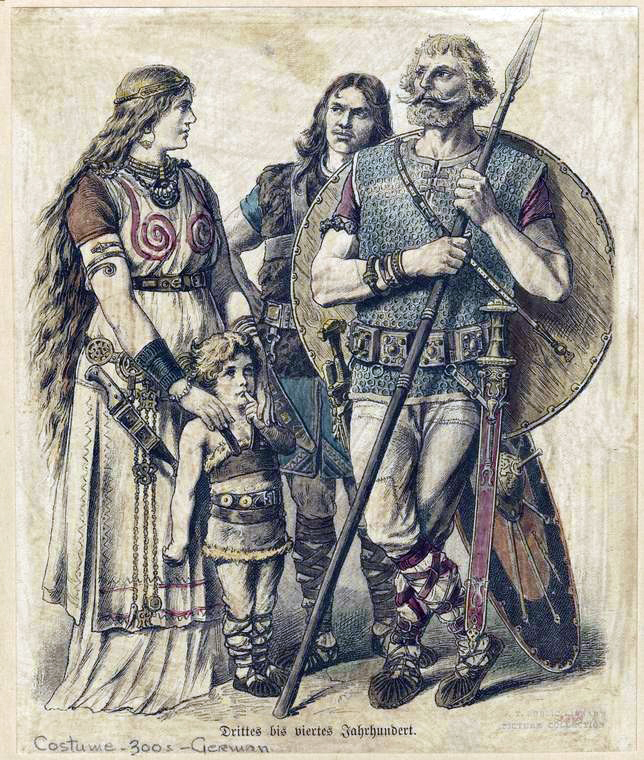
Rappresentazione di una famiglia germanica.

In tempo di pace, piuttosto che rimanere nell'ozio per un lungo periodo, alcuni giovani si recavano presso quelle popolazioni alleate che erano impegnate in guerra, in quanto, come sostiene Tacito, «l’inerzia reca fastidio a questo popolo». Ciò serviva per acquisire gloria più facilmente se in mezzo ai pericoli, e «solo la violenza di una guerra consente di mantenere un seguito numeroso».
L'istinto amoroso nei giovani si risveglia tardi e per questo motivo, secondo Tacito, essi godono di una forte virilità. Neppure le ragazze si sposano troppo precocemente. Forti di giovinezza come i mariti, hanno la loro stessa statura e si sposano quando sono pari in robustezza ai loro compagni. E i figli nati da loro hanno di conseguenza lo stesso vigore dei genitori.
Fatto curioso che riferisce Tacito è che i figli della sorella erano tenuti dallo zio nella stessa considerazione dei padri, tanto che quando erano costretti ad accogliere degli ostaggi, venivano chiesti soprattutto i figli delle sorelle, rappresentando un rapporto di parentela estremamente sacro e profondo per loro. Quanto poi erano numerosi i parenti e di conseguenza gli affini, tanto più i vecchi erano onorati.
Era un dovere per gli antichi Germani considerare come proprie, sia le inimicizie che le amicizie del proprio padre o di un parente. Gli odi non erano comunque senza fine. Anche l'omicidio poteva essere perdonato con un numero fisso di buoi e di pecore; e la famiglia poteva perciò rimanere soddisfatta di questa offerta. Tacito sintetizza alla fine che tutto ciò andava a vantaggio della collettività, in quanto «le rivalità sono più pericolose dove esiste libertà».

### Forme di governo
Struttura
La struttura fondamentale della società germanica era il *kunja (inglese: kin, cynn, sassone: cunni, tedesco: kunne), che significa "generazione", "razza", "discendenza", etimologicamente imparentato al greco ghenos e al latino genus, istituito nel *sibjō (tedesco: sippe; equivalente al clan), formato dall'unione di più famiglie patriarcali imparentate fra loro. Il clan costituiva un'entità economica, militare e politica del tutto autonoma e autosufficiente. L'entità superiore delle sippen era il *theudō (anche thiuda), il volk, "popolo" (inglese: thede, sassone: thiod, tedesco: diot [poi deutsch con il suffisso aggettivale -isch], norreno: thjóð, con la forma tedesca poi latinizzata in theodiscus), territorialmente esteso nel gau, chiamato dai latini civitas, cioè una tribù stanziata in un determinato territorio.
Sostanzialmente democratica, la società germanica conobbe forme di monarchia elettiva entro le quali l'assemblea degli uomini liberi, il thing (o allthing, o, nei regni anglosassoni witan) periodicamente riunita manteneva di fatto tutti i poteri, compreso quello giudiziario. Le assemblee esprimevano le decisioni del popolo, che quindi consisteva nell'unione libera e volontaria di diversi kin.
Capi-clan, re e principi

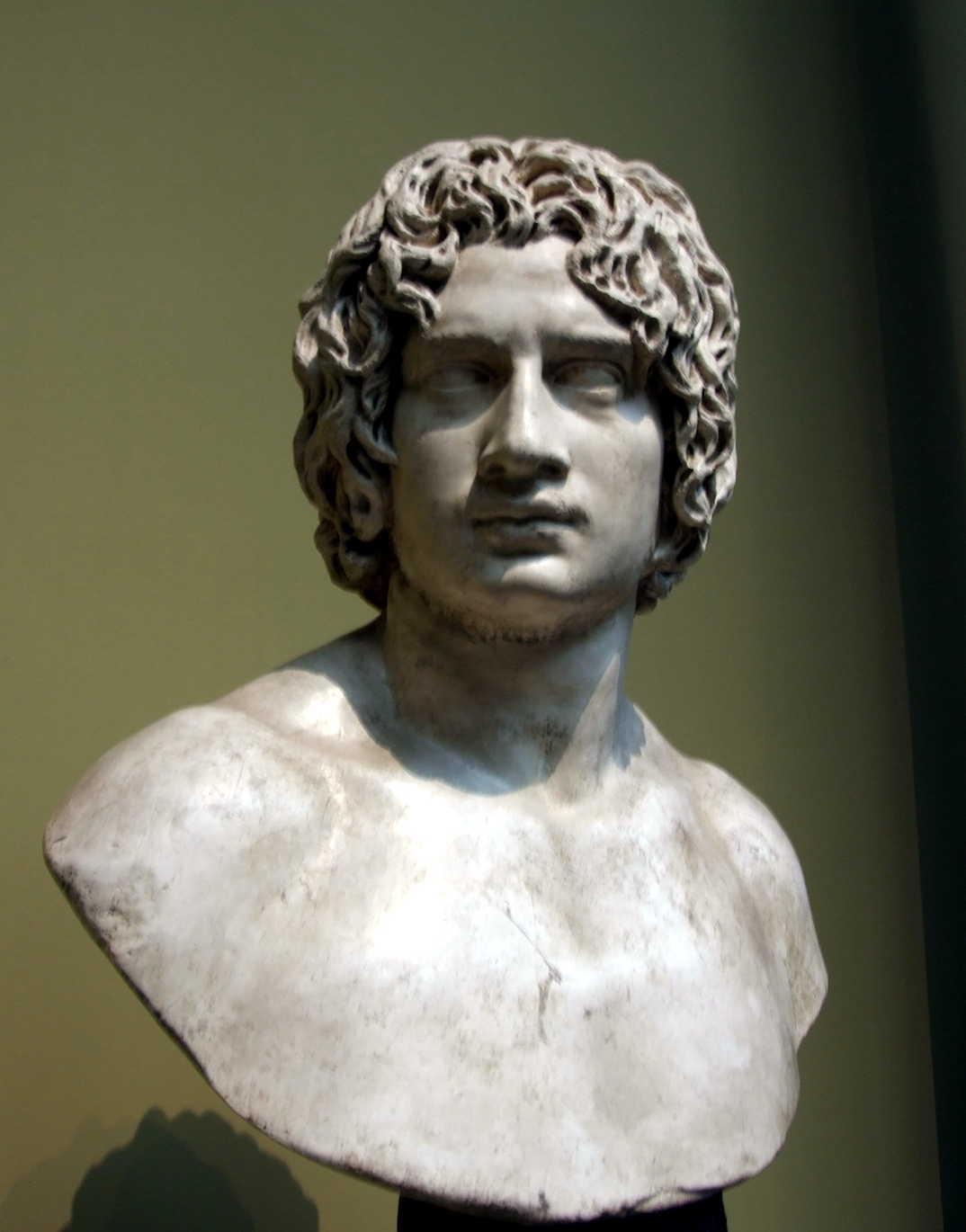
Busto detto di Arminius, principe germanico e eroe nazionale tedesco

Tacito scrive che, attorno alla fine del I secolo, i re germani erano eletti in virtù della loro stirpe, i generali invece in relazione al valore dimostrato in battaglia. E se il potere dei primi non era illimitato, né libero, i secondi fondavano la loro autorità sull'esempio, suscitando ammirazione se erano coraggiosi, se combattevano davanti alle loro schiere in battaglia.
I capi-clan avevano un proprio seguito, all'interno del quale vi era una gerarchia di posizioni, distribuiti secondo il volere di colui che li guidava. Spesso i vari subalterni (comites) gareggiavano tra loro per ottenere una posizione più avanzata, più vicina al loro capo, mentre i capi gareggiavano tra loro per avere compagni più numerosi e forti dei loro pari. La notorietà dei capi si affermava non solo presso la propria gente, ma anche presso le altre popolazioni, quando il suo gruppo era conosciuto per il valore dimostrato. Non a caso alcuni di loro erano richiesti insistentemente tramite ambascerie, recanti offerte di doni, e con la loro fama potevano influenzare sull'esito di una guerra.
In battaglia era vergognoso per un capo-clan lasciarsi superare in valore dai suoi stessi subordinati. Ed era altrettanto vergognoso per questi, non eguagliare il coraggio del proprio comandante. Peggio ancora, costituiva marchio d'infamia e di vergogna per tutta la vita, tornare salvi da un combattimento quando il proprio capitano era morto in battaglia, poiché l'impegno più sacro era di difendere e proteggere il proprio capo, arrivando anche ad attribuire allo stesso i propri atti di eroismo. I compagni di clan, pretendevano invece dal proprio comandante un cavallo, una lancia vittoriosa bagnata di sangue nemico, poiché risultava abbondante il vitto, per quanto fosse semplice e rozzo e costituisse di fatto un vero e proprio stipendium militare. Risultava pertanto molto apprezzato il bottino che si potevano dividere al termine di una guerra o di una razzia. Non a caso Tacito scrive che tra i Germani costituisse «segno di inerzia e di pigrizia acquistare col sudore ciò che si può ottenere col sangue».
Assemblee
I capi-clan diedero vita, probabilmente già in età molto antica, a periodiche riunioni assembleari. Le adunanze assembleari dell'intero popolo avvenivano in giorni fissi, durante il novilunio o il plenilunio, periodo che considerano il più favorevole per prendere certe iniziative.
(Tacito, De origine et situ Germanorum, XI, 3-4.)
Durante l'assemblea generale, prima si ascoltano i discorsi del re, o del capo, in ordine di maggiore età o per nobiltà di stirpe, o per valore militare, o per eloquenza, che viene misurata per l'efficacia dei loro argomenti persuasivi, più che per l'autorità di comando che essi ricoprono. Quando le idee incontrano il favore della maggioranza, queste vengono accolte da un rumore di lance che si urtano.
In caso di guerra l'assemblea nominava comandanti uomini di particolare valore o autorità, e questi, semplici "primi fra pari", dovevano sempre rispondere del loro operato all'assemblea stessa. Solo in epoca più tarda i comandanti militari eletti iniziarono ad assumere tratti da re e con la formazione dei regni romano-barbarici, dopo la fine dell'Impero romano d'Occidente, si affermarono stirpi reali prestigiose. In ogni caso, le figure dei sovrani germanici furono sempre limitate nel loro potere dall'assemblea.
Interessante era l'uso del comitatus, cioè l'abitudine di aggregare i giovani delle famiglie meno in vista a quelli delle famiglie più importanti, facendoli diventare compagni inseparabili in pace e in guerra. Questo modello di fedeltà personale avrebbe influenzato, tramite le legislazioni romano-barbariche, le istituzioni del Medioevo, divenendone anzi una delle caratteristiche salienti.
Uomini semiliberi e schiavi
Dopo gli uomini liberi, la minoranza col diritto di portare le armi e che deteneva l'intero potere (tra i Longobardi si chiamavano per esempio arimanni), venivano gli aldi (hald, latinizzato: haldii), uomini semiliberi legati alla terra quasi alla stregua di servi della gleba; infine gli schiavi, quasi sempre prigionieri di guerra o civili catturati durante le razzie.
Tacito aggiunge che non si riuscirebbe a riconoscere un servo dal suo padrone per alcuna particolare raffinatezza di educazione. Entrambi crescono insieme alle stesse greggi, sullo stesso terreno, fino a quando l'età non separa gli uomini liberi e il valore non li mette in evidenza.
Normalmente i padroni non affidavano agli schiavi incombenze particolari, come facevano i Romani; ciascuno governa la sua casa e la sua famiglia; i lavori domestici erano affidati a moglie e figli. Il padrone imponeva allo schiavo, come ad un colono, di fornirgli un determinato quantitativo di frumento o bestiame o tessuto. Entro questi limiti l'obbedienza era obbligatoria. Era difficile che un padrone percuotesse uno schiavo o lo facesse gettare in carcere, o lo costringesse ai lavori forzati. Era più facile che lo uccidesse, più che altro spinto dall'impeto della collera. E in questo caso l'omicidio rimaneva impunito.
La condizione dei liberti non era molto dissimile da quella degli schiavi. Raramente avevano ascendenza in famiglia, nessuna nel villaggio, a parte presso quelle popolazioni che avevano un regime monarchico. Qui infatti potevano ottenere maggior potere degli stessi uomini liberi o dei nobili.

### Calendario
I Germani al tempo di Tacito, diversamente dai Romani, computavano le notti al posto dei giorni. Con questo criterio fissano il tempo, e di conseguenza le citazioni in giudizio. Essi dividono l'anno in sole tre stagioni, a differenza dei Romani che ne avevano quattro: in pratica essi conoscevano, secondo Tacito, l'inverno, la primavera e l'estate. Essi ignoravano quindi il nome e i doni propri dell'autunno.

### Insediamenti

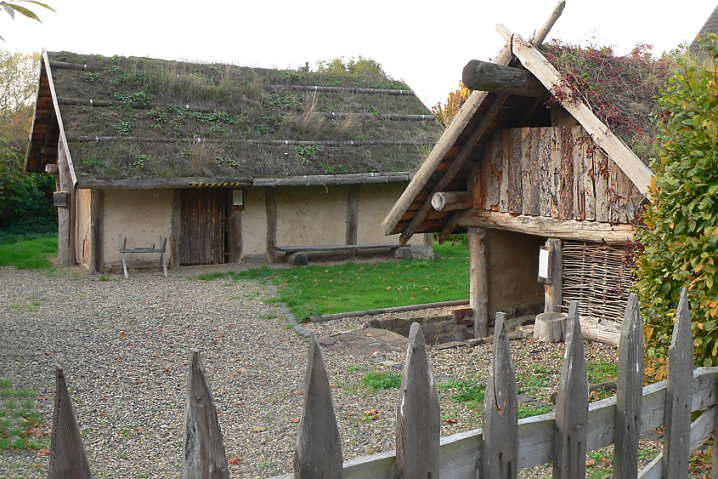
Ricostruzione a Geismar-Fritzlar di tipiche abitazioni germaniche dei Catti e di un loro insediamento.

I germani vivevano in piccole comunità o insediamenti sparsi. Non esistevano pertanto tra loro delle città. Le costruzioni erano in legno e assai semplici, e già Tacito testimonia l'esistenza di edifici simili a quella che sarebbe poi diventata la fachwerkhaus, la casa caratteristica dei popoli germanici. Non tollerano che le loro abitazioni siano contigue tra loro. Dimorano separati infatti, in luoghi isolati, vicini a dove hanno trovato una fonte, un campo, un bosco a loro piacimento. Ciascuno di loro circonda la propria casa di uno spazio vuoto, sia per premunirsi dal pericolo degli incendi, o forse perché ignorano l'arte di costruire come i Romani. Ancora Tacito riferisce che i Germani non sembravano conoscere l'uso delle pietre da costruzione o quello delle tegole. E per ogni necessità si servono di legno grezzo senza curarsi minimamente dell'aspetto che ne deriva. Solo alcuni punti delle loro abitazioni sono ricoperte di una terra così pura e lucente che sembra imitare tinte e disegni colorati.
A volte scavano anche delle grotte sotterranee, ricoprendole con letame. E di queste si servono come rifugi in inverno o come magazzini per il raccolto, in quanto alleviano i rigori del gelo e quando vengono presi d'assalto dal nemico, spesso riescono a nascondervi i propri beni.
Le scoperte archeologiche testimoniano inoltre l'esistenza nelle zone occupate dai Germani di luoghi fortificati, i burga, da cui i nomi delle città che terminano in burg, borg (come Würzburg, in Germania) oppure burgh, borough o bury (come Peterborough o Canterbury, in Gran Bretagna).
Al tempo di Cesare, non esisteva la proprietà privata della terra tra i Suebi: le terre via via occupate venivano spartite tra i clan, ciascuno dei quali provvedeva a sua volta a suddividere la propria quota tra le famiglie dello stesso ceppo o ai gruppi di parenti che lo componevano. I più alti magistrati e i capi clan, infatti, ogni anno assegnavano alle famiglie un determinato luogo, per poi l'anno successivo concederne uno differente. Giustificano tale pratica col fatto che non volevano che la popolazione si abituasse a una vita sedentaria, perdendo la passione per la guerra; che i più forti non cacciassero dai loro poderi i più deboli, ingrandendo i propri possedimenti; che non si curassero troppo di costruire case comode per ripararli dal caldo e dal gelo; che non nascesse l'amore per il denaro. Così facendo, tutti avevano una ricchezza pari a quella dei più potenti.

### Ospitalità
Sempre Tacito ci racconta dell'ospitalità, caratteristica fondamentale per gli usi e i costumi dei Germani. «Nessun'altra nazione più dei Germani esercitò questa forma tanto cordiale nel ricevere i forestieri». Essi infatti erano assai predisposti nell'apprestare i conviti, i banchetti. Costituiva al contrario una forma di mancanza di rispetto l'escludere una persona dalla propria abitazione; e ciascuno riceveva l'ospite secondo le sue possibilità, imbandendo la tavola come poteva. Ogni volta che il cibo terminava, l'ospite era invitato a recarsi in una nuova abitazione dove poteva essere accolto nello stesso modo, e lo si accompagnava. E sebbene si recassero dai vicini senza alcun preavviso, erano sempre ricevuti con pari cortesia.
Riguardo al diritto di ospitalità, nessuno faceva differenza tra persone conosciute e sconosciute. E quando un ospite partiva, nel caso avesse avuto bisogno di qualcosa, era consuetudine dargliela. Allo stesso modo all'ospite potevano essere rivolte richieste con altrettanta facilità. Si rallegravano pertanto dei doni, sia per quelli che avevano donato, sia per quelli ricevuti, dei quali non si sentivano in dovere.

### Vestiario tradizionale
Tutti i Germani si vestono con un corto mantello, bloccato da una fibula o, se non ne possiedono, da una spina. Con le altre parti del corpo nudo, trascorrono intere giornate accanto al fuoco acceso. I più ricchi si differenziano dagli altri in quanto indossano una veste, non larga come quella dei Sarmati o dei Parti, ma così attillata da mettere in evidenza le singole membra. Indossano anche pelli di animali selvatici, quelli che abitano lungo le rive del Reno le indossano senza alcun'eleganza, mentre quelli che si trovano più internamente le indossano con maggior gusto. I primi sono quelli che non conoscono tutti gli ornamenti derivati dal commercio.
Le donne poi non si differenziano dagli uomini nell'abbigliamento, anche se spesso si vestono con mantelli di lino, ornati da strisce rosse, senza allungare la parte superiore della veste in una manica; tengono infatti nude le braccia fino alle spalle e scoprono anche la parte superiore del petto.
Quando combattevano, erano spesso spogli o comunque ricoperti da una leggera tunica. Cesare aggiunge che 
erano abituati a lavarsi nei fiumi, uomini e donne in modo promiscuo, e a portare come vestito, in quelle regioni freddissime, solo delle pelli o indumenti corti detti renones che, piccoli come erano, lasciavano scoperta gran parte del corpo.

### Giornata tipica e alimentazione

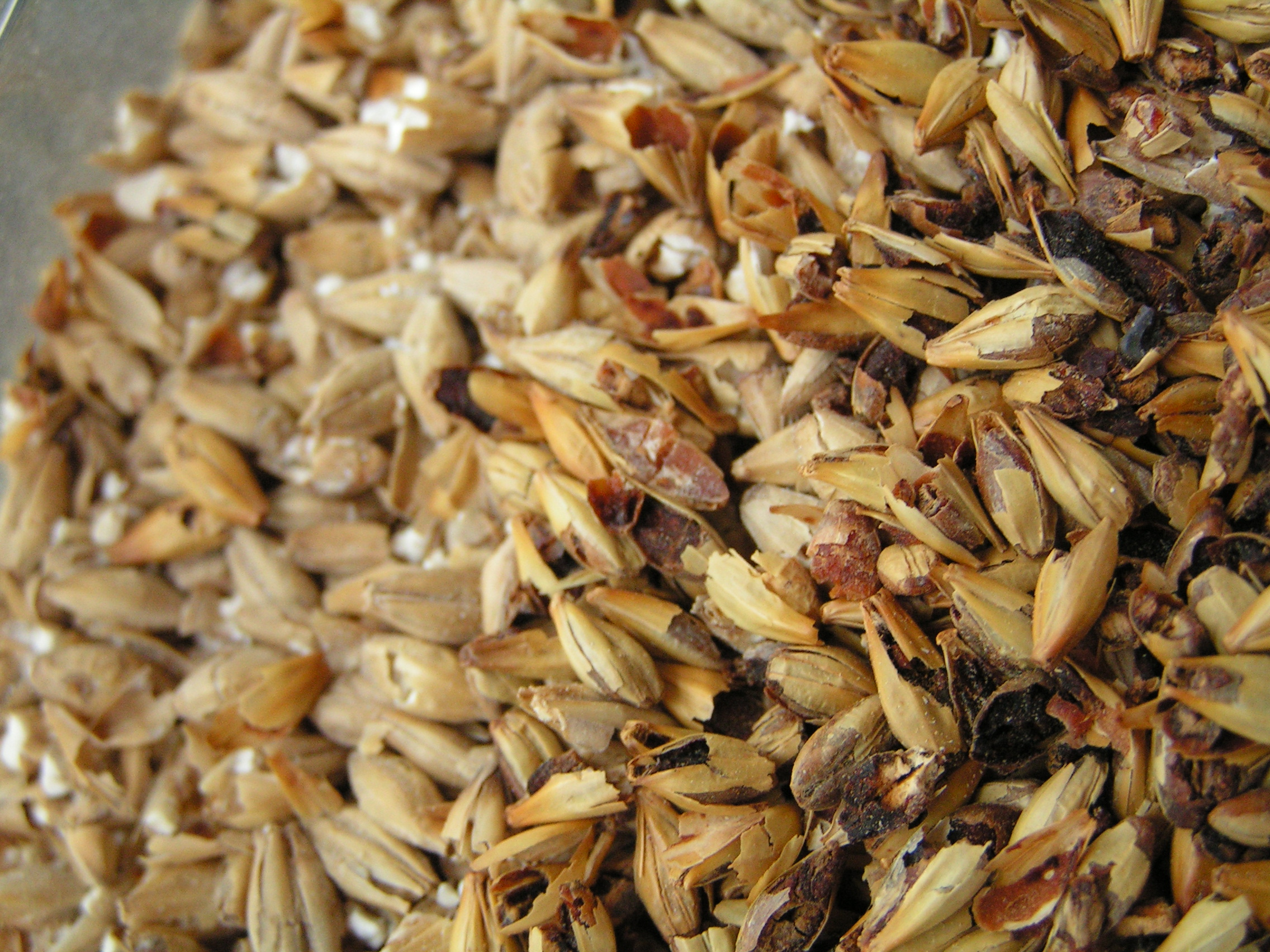
Malto d'orzo utilizzato nella produzione della birra, bevanda degli antichi Germani.

Tacito racconta che appena svegli dal sonno, e spesso avveniva anche sul tardi, si lavavano con acqua calda, poiché nelle loro regioni l'inverno occupava gran parte della stagione. Una volta terminato di lavarsi, iniziavano a mangiare, seduti su una sedia, davanti a un tavolo separato dagli altri. In seguito, armati andavano alle loro rispettive occupazioni, e spesse volte banchettavano insieme. Per nessuno di loro era vergognoso passare il giorno e la notte a bere. Le risse erano frequenti, poiché era abitudine ubriacarsi. Raramente si risolvevano in discussioni animate, spesso finivano con uccisioni e ferimenti.
Succede anche che, durante i banchetti, i Germani trattino le questioni di maggiori importanza, come le riconciliazioni tra loro, gli accordi matrimoniali, la scelta dei capi, della pace o della guerra: «evidentemente non esiste situazione migliore per aprire l’animo a pensieri sinceri o per accenderlo attorno alle grandi questioni della comunità. Ma è gente non portata naturalmente all’astuzia né fatta ancora avveduta dall’esperienza, sicché, complice l’allegra libertà del banchetto, svela i suoi segreti più riposti. E il pensiero di tutti è dunque scoperto, messo a nudo. Il giorno dopo tutto ritorna in discussione e si fanno salvi gli atteggiamenti migliori dell’uno e dell’altro momento: nel primo riflettono non potendo fingere, nel secondo decidono non potendo sbagliare».
Bevono un liquido, ricavato dall'orzo e dal frumento, che fatto fermentare assomiglia al vino. Si tratta di un'antica ricetta della futura birra. Coloro che invece abitavano vicino alla riva del Reno, compravano anche del vino. Si nutrono semplicemente con frutti selvatici, con cacciagione appena uccisa, con latte cagliato. Partecipano a banchetti, di certo non sontuosi e senza quindi prelibatezze. Non riescono invece a contenersi quando si tratta di bere, tanto che lo stesso Tacito auspica a che si favorisca la loro tendenza all'ubriachezza, in modo da vederli sopraffatti facilmente da questo vizio, a cui sono legati tanto quanto lo sono alle loro armi.

### Spettacoli e svaghi
Vi era, secondo Tacito, un solo tipo di spettacolo che caratterizzava queste popolazioni. I giovani, nudi, per divertirsi, saltavano in mezzo a spade e lance, puntate minacciosamente contro di loro. Facendo esercizio continuo, se ne impratichivano e diventavano abili. La sola ricompensa a questo gioco pericoloso era il divertimento degli spettatori.
Giocano anche con i dadi e li giocavano con un così cieco accanimento, da arrivare a puntare, come ultima posta del gioco, anche la propria libertà personale. Il vinto accettava una servitù volontaria e, per quanto potesse essere anche più giovane o più forte, sopportava di essere legato e venduto. Questa ostinata perseveranza nel giocare anche la propria vita, la definivano lealtà. E sembra che per liberarsi della vergogna di aver vinto un loro pari in questo modo, i vincitori vendessero gli schiavi così ottenuti.

### Funerali
I funerali erano celebrati dai Germani senza fasto alcuno. A loro interessava una sola cosa, che i corpi degli uomini illustri fossero cremati con un particolare tipo di legna. Non gettavano sul rogo di chi era cremato, né abiti preziosi, né profumi. Bruciavano invece le armi del morto e per alcuni aggiungevano anche il cavallo.
Il sepolcro era costituito da un insieme di zolle, in quanto i Germani mal sopportavano gli onori di monumenti sepolcrali, che a loro sembravano pesare sul morto con la loro complicata architettura.
Il pianto e i gemiti di dolore cessavano presto. Duravano invece a lungo il dolore e la malinconia. Spettava alle donne piangere il morto, agli uomini il ricordare.

### Tecniche militari

#### Al tempo di Mario e Cesare (I secolo a.C.)

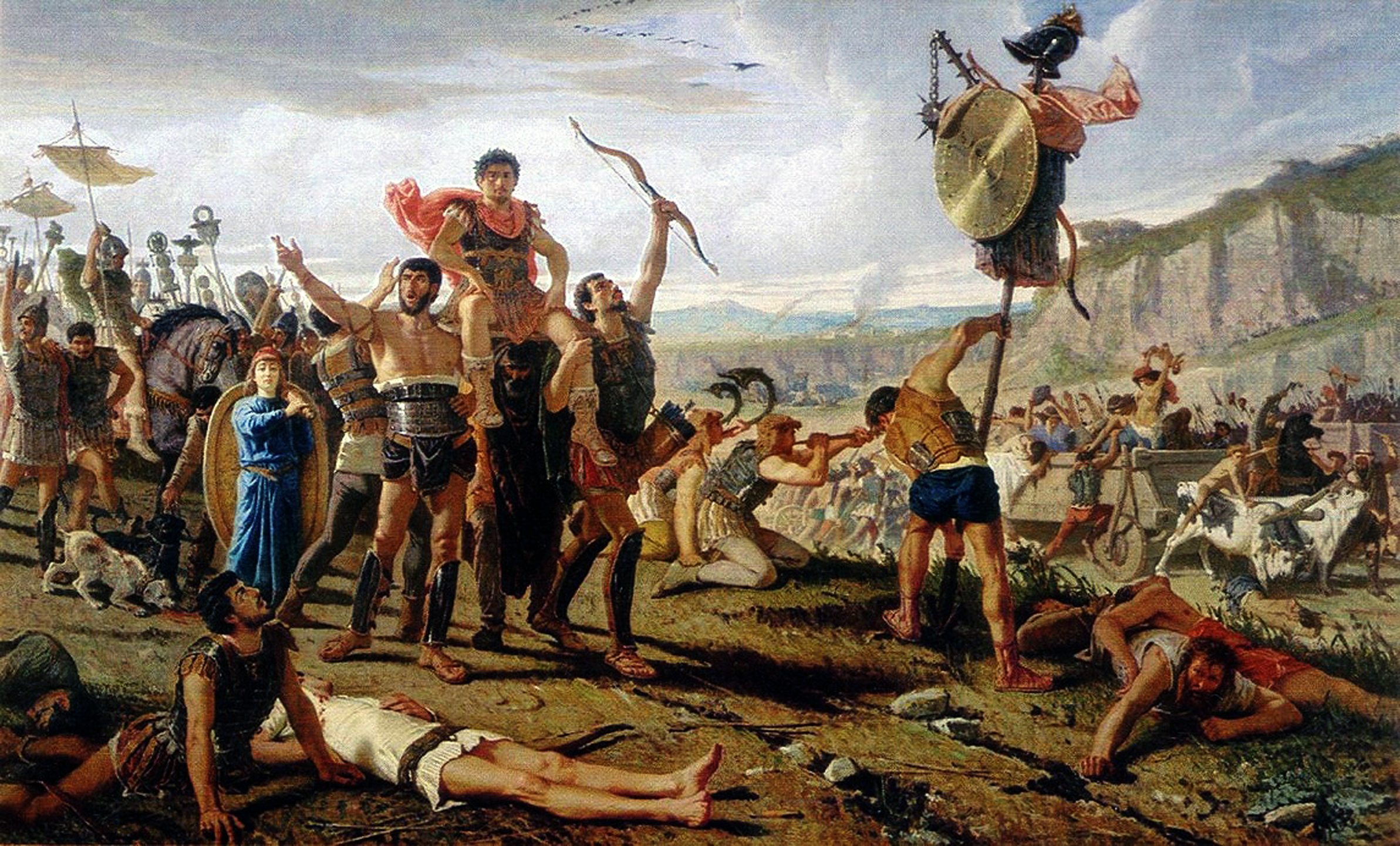
Francesco Saverio Altamura, Gaio Mario vincitore dei Cimbri, 1863 circa.

Cesare racconta che i Germani trascorrevano la loro vita tra la caccia e la guerra. Fin da piccoli si dedicavano a quelle attività che tempravano il corpo alla fatica. Egli testimonia, parlando del potente popolo dei Suebi, di come i cavalieri germani combattessero a piedi. 
(Cesare, De bello gallico, IV, 1.2.)
Da questa forma tecno-tattica, si ritiene che in seguito nacquero le cosiddette coorti equitate al tempo della riforma augustea dell'esercito romano:
(Cesare, De bello gallico, I, 48.4-7.)
Il normale schieramento delle fanterie germaniche era invece di tipo falangitico come ci racconta ancora Cesare:
(Cesare, De bello gallico, I, 52.3-4.)

#### Al tempo di Tacito (I secolo d.C.)

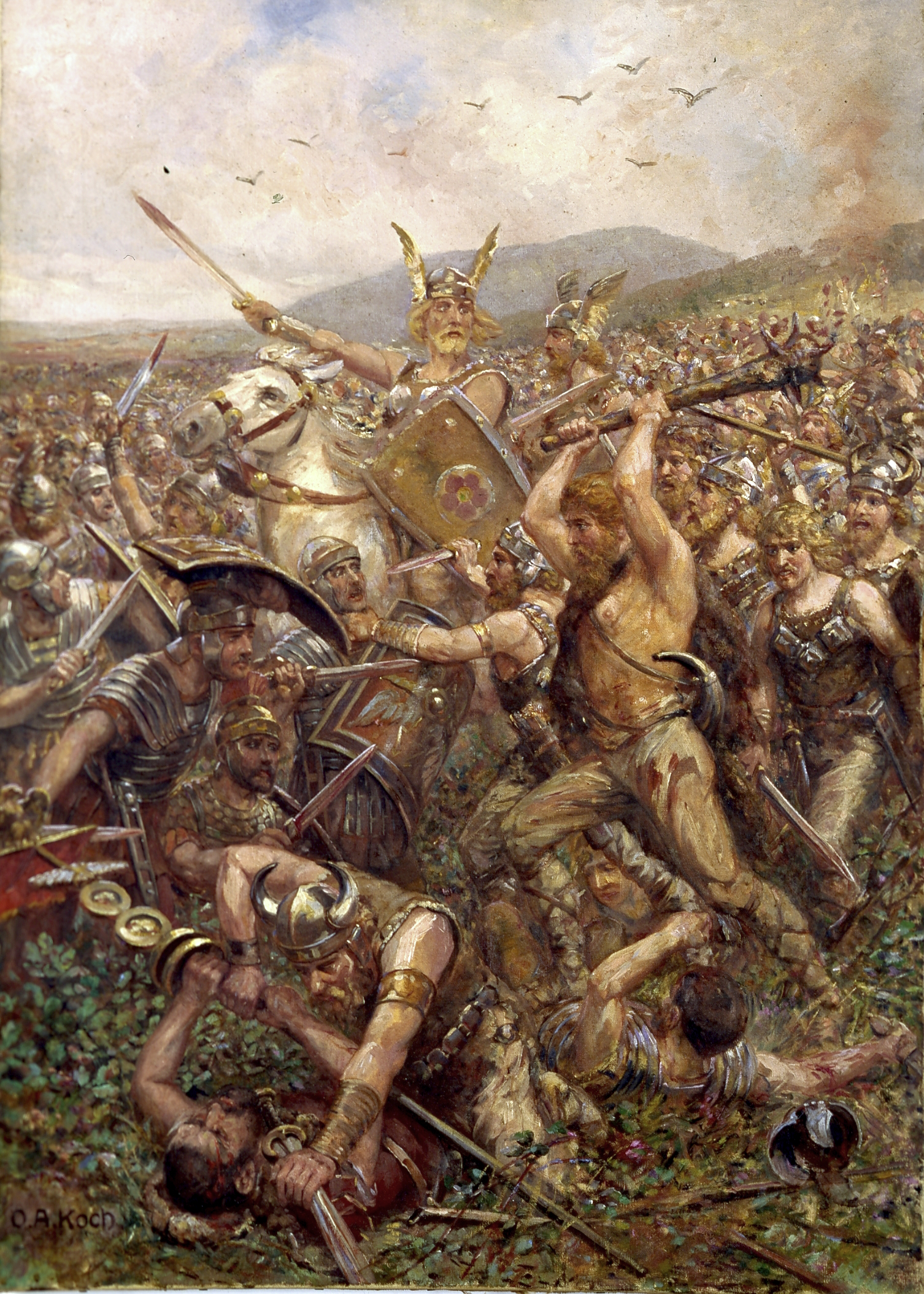
Assalto dei Germani alle legioni romane nella clades variana.

I Germani, a differenza dei Celti, combattevano soprattutto a piedi, in formazione falangitica a "cuneo", come viene indicato da Tacito nella sua Germania. Tacito aggiunge che la migliore fanteria fosse quella dei Catti. Dalle tribù nomadiche delle steppe (sciti e sarmati) appresero poi un maggior utilizzo del cavallo a discapito della fanteria.

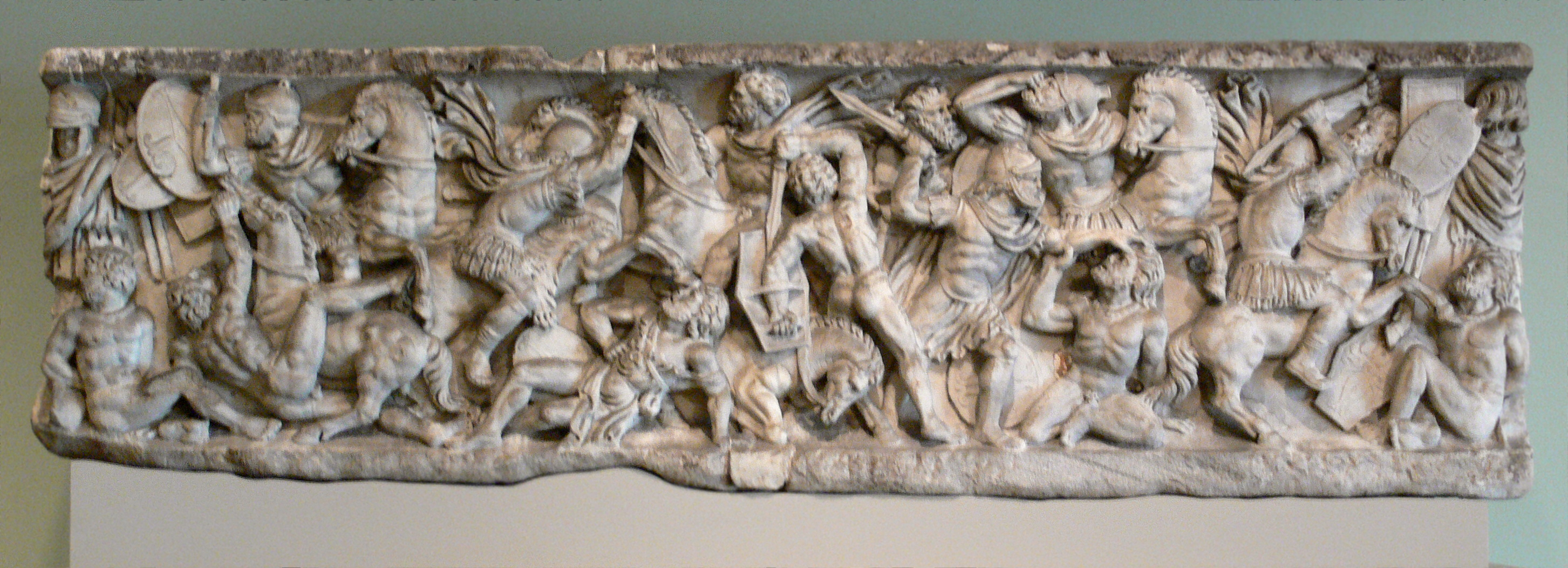
Sarcofago databile al 190 ca. (oggi al Museo d'arte di Dallas, Texas), rappresentante uno scontro tra cavallerie germanico-sarmatiche e Romani.

(Tacito, De origine et situ Germanorum, VI, 1-6.)

#### Il periodo delle grandi invasioni

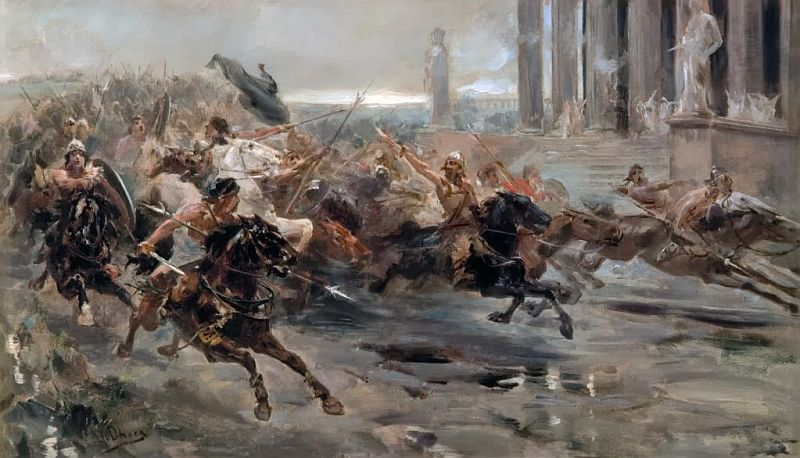
Cavalieri barbari (in particolare Visigoti e Vandali) assaltano l'Impero romano e saccheggiano la stessa Roma nel V secolo.

Anche la loro tecnica militare si era evoluta notevolmente, soprattutto grazie alle tecniche apprese durante gli anni trascorsi nelle file delle truppe ausiliarie dell'esercito romano.
L'arma principale rimaneva l'asta da urto (framea) di varia lunghezza. L'uso della spada era invece meno diffuso presso alcune tribù. Adoperavano anche giavellotti da lancio, come i Franchi, simili al pilum romano. L'arco rimase un'arma secondaria per la maggior parte di questi popoli. Altre armi usate in combattimento erano l'ascia, in particolare dai Franchi, e la mazza.
L'armamento difensivo si era notevolmente evoluto, accompagnando al tradizionale uno scudo di legno al cui centro era posto un umbone in metallo, un elmo e spesso una corazza di maglie di ferro. E comunque indossavano tutti delle brache (simili ai nostri pantaloni), una tunica, a volte dei mantelli (come nel caso degli Alemanni) oltre a calzari simili a sandali che si legavano fino a sotto le ginocchia, ed erano indossati sopra una sorta di primitive calze (utilizzate soprattutto durante l'inverno).
Restano famose alcune tribù per le caratteristiche della loro cavalleria: i cavalieri combattevano mischiati ai fanti leggeri, e spesso abbandonavano il loro cavallo, abituato ad attenderli, per combattere loro stessi a piedi. Il nucleo dell'esercito rimaneva, però, la fanteria. Suoni di corno ed il famoso barritus o barditus (grido di guerra), stimolavano l'ardore dei combattenti.
I Germani appresero l'arte di costruire valli difensivi per i loro campi dai Romani, come pure il concetto di comando della battaglia. I capi, una volta erano abituati a dare l'esempio, lanciandosi all'attacco. Durante questo periodo cambiarono tattica, dirigere i propri soldati come facevano i Romani, lontani dalle prime linee.
Furono utilizzati per il loro coraggio e capacità guerresche come alleati delle truppe romane di confine. Si racconta infatti che nel 288 d.C. Massimiano fece dei Franchi un regno vassallo, al quale venne affidata la difesa della frontiera contro gli altri Germani. I Franchi da quel momento, oltre ad essere arruolati nelle truppe ausiliare dell'esercito, cominciarono ad entrare al servizio di Roma come federati, conservando la loro organizzazione, i loro capi nazionali, la loro lingua e i loro costumi, la loro indipendenza, tanto da renderli sempre meno assimilabili e sempre più pericolosi per l'Impero romano.
Fu poi la volta dei Goti, al tempo di Teodosio I, ad essere riconosciuti come federati. E l'uccisione di Stilicone nel 408 d.C. risultò l'ultimo tentativo da parte dell'elemento romano di combattere la superiorità dei Germani nell'esercito e nello Stato. Con il 410 d.C., anno del sacco di Roma da parte di Alarico, ebbe inizio l'epoca dei Regni romano-barbarici.

### Aspetto fisico e indole

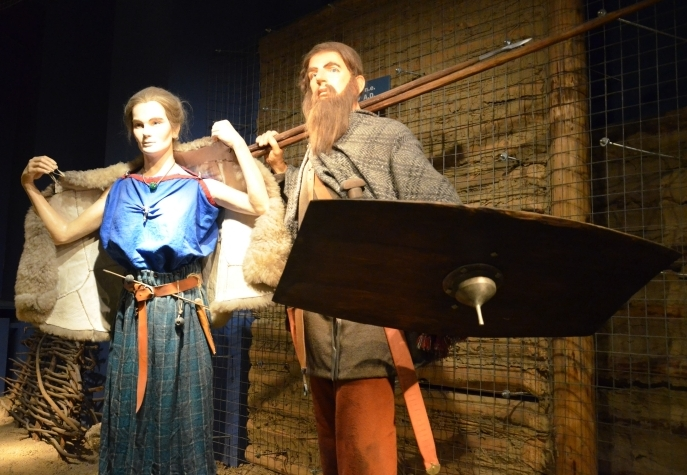
Ricostruzione di uomo e donna vandali asdingi dei Carpazi esterni e dei Monti Beschidi occidentali.

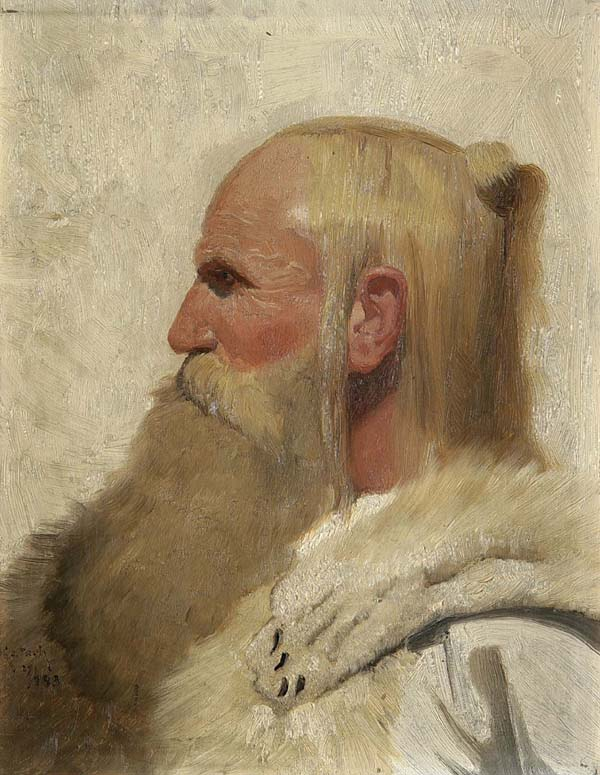
Germano con pelle d'orso, di Hermann Katsch (1893).

Del loro aspetto Gaio Giulio Cesare scrisse:
(Cesare, De bello gallico, IV, 1.9.)
All'epoca di Gaio Giulio Cesare (58-53 a.C.) i Germani ad est del Reno erano più alti rispetto ai soldati romani dell'epoca; se infatti i Romani superavano di rado il metro e sessantacinque di statura, i Germani arrivavano anche a poco più di 170 cm. Il conquistatore della Gallia aggiunge che «quanto più a lungo erano rimasti vergini, tanto più elevata era la loro gloria tra i vicini, poiché ritenevano che con la verginità si accrescesse la statura, le forze e il vigore».
Tacito afferma che generalmente i Germani avevano occhi severi di colore azzurro e capelli biondo-rossi (truces et caerulei oculi, rutilae comae), dotati di un fisico robusto ma incapace di resistere alla sete e al caldo, sebbene ottimo sia per il combattimento che per resistere al gelo. Essi crescevano nudi e sudici fino a raggiungere quella solidità e grandezza dei corpi che destavano in Tacito e nei Romani grande meraviglia.
Cento cinquanta anni dopo, lo storico romano Tacito, ci tramandò quanto segue:
(Tacito, De origine et situ Germanorum, IV, 2-3.)
Tacito aggiunge che quando non erano in guerra, trascorrevano il tempo nell'ozio, più che nel cacciare o nel coltivare i campi, occupati a dormire e a mangiare, lasciando alle donne, ai vecchi e ai più deboli tutte le faccende di casa e della famiglia.
(Tacito, De origine et situ Germanorum, XV, 1.)
Era poi costume, sia dei singoli individui sia delle tribù, portare ai capi degli omaggi di bestiame o del loro raccolto in segno di ossequio. E dimostrano gratitudine e contentezza una volta che ricevono doni dalle popolazioni confinanti, che siano inviati da privati o in modo ufficiale da altre tribù, come cavalli scelti, splendide armature, piastre e collane, ma anche da denaro, come usano fare con i Romani.

#### Studi genetici
Gli studi della moderna genetica delle popolazioni sostengono una stretta correlazione tra i movimenti migratorii dei popoli germanici e la distribuzione che ha oggi il lignaggio maschile rappresentato dall'aplogruppo I1 (e specialmente I1a) del cromosoma Y, la cui origine è tracciata a un uomo (quello che la genetica delle popolazioni definisce "antenato comune più recente") che visse tra i 4,000 e i 6,000 anni fa nell'Europa settentrionale, probabilmente nella zona che è oggi la Danimarca. In altre parole, l'aplogruppo I1a è quello che più caratterizza i popoli germanici.
È anche probabile che l'aplogruppo I1 sia pre-indoeuropeo, ossia l'aplogruppo I1 potrebbe appartenere a quelle popolazioni paleolitiche native dell'Europa settentrionale che furono assimilate dagli Indoeuropei quando questi vennero dall'Asia centrale, compartecipando alla formazione etnica, culturale e linguistica dei Germani. In altre parole, l'analisi dell'Y-DNA sia delle popolazioni germaniche moderne (tedeschi, scandinavi, inglesi, ecc.) sia dei resti lasciati presso gli antichi insediamenti rivela un misto omogeneo di aplogruppo I1 con elementi di aplogruppi tipici di altre popolazioni indoeuropee (specialmente Celti e Slavi), quali gli aplogruppi R1a1a, R1b-P312 e R1b-U106. Tale composizione è quella che probabilmente portava l'"antenato comune più recente".
L'aplogruppo I1 è rilevato nel 40% dei maschi islandesi, nel 40%–50% degli svedesi, nel 40% dei norvegesi, e nel 40% dei danesi. Ha poi picchi sopra il 30% tra i tedeschi della Germania del nord e tra gli inglesi dell'Inghilterra dell'est. Gli aplogruppi R1b e R1a, comuni ad altri popoli di matrice indoeuropea, insieme sono rilevati nel 40% dei maschi svedesi, nel 50% di quelli norvegesi, nel 60% di quelli islandesi, nel 60-70% dei tedeschi, e tra il 50% e il 70% nei maschi inglesi e olandesi con variazioni regionali. La presenza di aplogruppi R1b-P312 e R1b-L21 nelle genti germaniche odierne fa pensare a un substrato celtico e si trova con frequenza in Olanda e Inghilterra sudoccidentale. L'aplogruppo R1b-U106 ha picchi in Scandinavia e fornisce informazioni rilevanti sui tragitti di migrazione seguiti dai Germani.

## Religione

### Origini
(Enciclopedia di Heinrich Ahrens, 1857)

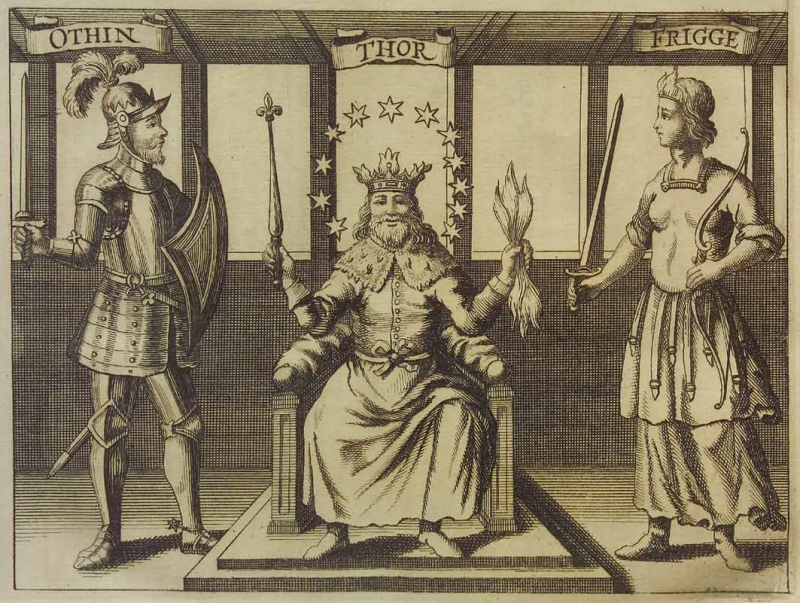
"Othin, Thor und Frigge" da Cimbrische Heyden-Religion (1691, edizione 1702) di Trogillus Arnkiel. I principali Asi, Odino, Thor e Frigga rappresentati in uno stile iconografico medievale, con i simboli della spada (Odino), dello scettro e del fuoco sacro o fascio (Thor) e dell'arco (Frigga).

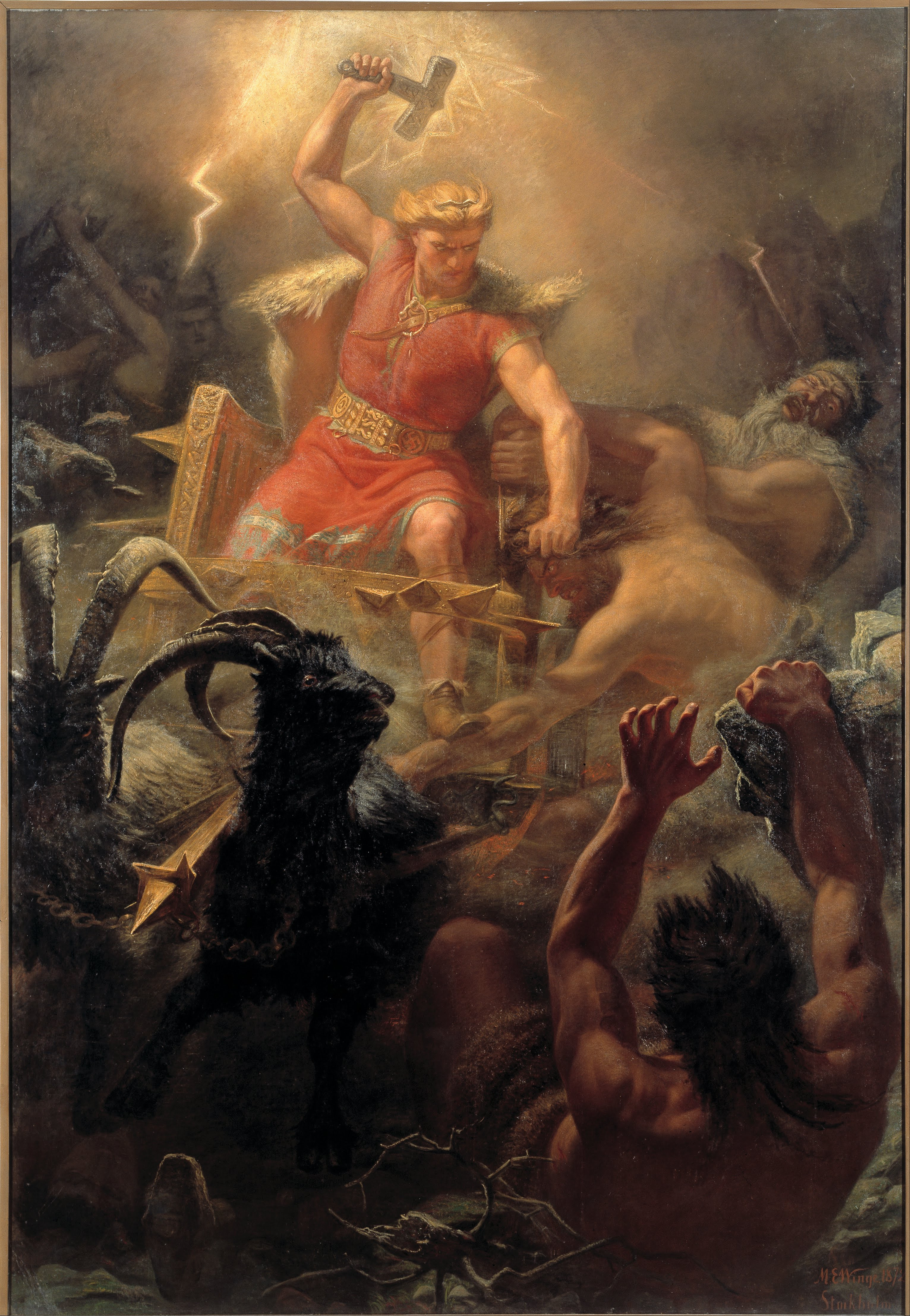
Thor, raffigurato sul suo carro mentre brandisce il martello Mjöllnir. Dipinto in stile romantico di Mårten Eskil Winge, 1872.

La fonte principale sulla religione germanica è l'Edda, compilazione islandese del XIII secolo di testi del ramo norreno (scandinavo) di tale religione e della sua narrazione mitologica. La carenza di fonti impedisce tuttavia di conoscere a fondo la religione più antica dei Germani: le fonti archeologiche, runiche e poetiche, sono spesso di difficile interpretazione, mentre le fonti latine e greche sono tarde e scarsamente obiettive per l'implicita difficoltà di capire culture estranee a quelle del loro mondo.
I Germani veneravano due categorie di enti divini: gli Asi o Ansi (norreno æsir, protogermanico *ansuz, protoindoeuropeo *hénsus, "spiriti", "dèi" o anche "raggi" di luce celeste), concepiti come emanazioni di un Ente supremo impersonale e regolatore di tutto, identificato con il destino stesso dell'universo (Wyrd e orlog), e i Vani (norreno vanir, protogermanico *wanaz, protoindoeuropeo *wenh, "forze" o "potenze" vitali, soprattutto intese come prosapie terrene divinizzate). Nella religione e mitologia germanica si trovano molte affinità con altre culture euro-asiatiche, che testimoniano indirettamente una serie di influenze esterne difficilmente districabili dai contenuti "originali" della cultura germanica, anche per via della disomogeneità tra le varie tribù.
Asi e Vani ricordano gli Asura e i Deva indo-iranici, mentre le Norne ricordano le Parche/Moire greco-romane che presiedono il destino umano; Odino/Wotan, in quanto presente al passaggio tra vita e morte, è assimilabile a Hermes/Mercurio, mentre Thor è simile ad Ares/Marte, al quale immolano animali per placarlo. I Vani (Njordhr o Freyja) sono invece ascrivibili al culto della Terra e della fecondità, in quanto dispensatori di ricchezza, pace e fertilità di terra e mare.
Cesare ci racconta nel suo De bello gallico che i Germani non solo non avevano sacerdoti che presiedessero ai riti religiosi, ma non si occupavano neppure con zelo ai sacrifici. Avevano tra i loro dèi solo quelli che vedevano e dalla cui potenza ricevevano in modo manifesto aiuto, come le divinità romane del Sole, della Luna o di Vulcano. Ciò risulta però esagerato se consideriamo che Tacito ci racconta di sacerdoti, mentre Strabone di sacerdotesse tra i Cimbri. Quest'ultimo racconta che avevano capelli grigi, erano vestite di bianco con mantelli di lino fissati con fermagli a guaine di bronzo ed erano a piedi nudi. Ora con una spada in mano, queste sacerdotesse vagavano alla ricerca di prigionieri di guerra in tutto il campo; una volta trovati, prima li incoronavano e poi li conducevano ad un vaso di bronzo, capiente come venti anfore. Il recipiente si trovava su una piattaforma rialzata dove doveva montare la sacerdotessa, la quale avrebbe poi tagliato la gola di ogni prigioniero, raccogliendone il sangue in questo grande recipiente-bollitore. Il sangue effuso sarebbe poi servito per interpretare una profezia, mentre il corpo del prigioniero ormai morto, era oggetto di un'ispezione delle viscere, sempre per poter emettere una profezia sulla vittoria del proprio popolo. Le donne poi, durante le battaglie, dovevano battere sulle pelli che erano appese ai carri per produrre un rumore assordante e quasi ultraterreno, che potesse intimorirne il nemico.
Tacito scriveva nella Germania che i Germani non avevano una casta sacerdotale, né effigi religiose, né ritenevano adeguato alla maestà degli dèi il rinchiuderli tra pareti chiuse, né il ritrarli in forme che ricordassero l'immagine umana, anche se non è del tutto corretto, perché sono state trovate rappresentazioni religiose antropomorfe, resti di templi ed esistevano dei sacerdoti. Uno dei più importanti centri sacri era Uppsala, in Svezia, dove sorgeva un tempio dedicato ai tre dèi Odino, Thor e Freyr. Esistevano poi sciamani che mediavano tra il mondo dei vivi e quello degli spiriti.
I Germani, in particolare i Suebi, erano scrupolosi osservatori dei presagi e delle divinazioni. Se si trattava di una consultazione collettiva, era il sacerdote della città a chiederlo, se si trattava di una consultazione privata era lo stesso capo famiglia. Si invocavano quindi gli dèi; si estraevano delle schegge di un albero da frutto, precedentemente fatto a pezzi e sparso sopra una candida veste, tre frammenti e, sollevatili, se ne interpretava il significato. Se i segni erano sfavorevoli, non si facevano altre consultazioni per tutto il giorno, se invece risultavano favorevoli, si richiedeva una nuova prova per garantire l'auspicio. Anche tra i Germani si usava poi interpretare i canti e il volo degli uccelli.
Vi è poi un'altra forma di presagio presso i Germani, soprattutto per prevedere l'esito di guerre importanti. Qualora abbiano un prigioniero contro la cui nazione essi dovranno combattere una guerra, era spinto a combattere contro un campione dei loro, servendosi ciascuno dei due delle sue proprie armi. La vittoria di uno o dell'altro era considerata come un presagio sull'esito finale della guerra da affrontare.

### Adozione del cristianesimo
Le popolazioni germaniche che per prime penetrarono nell'Impero romano ne adottarono la religione di stato, il cristianesimo. La maggior parte di essi optò nelle fasi iniziali per l'arianesimo, una dottrina che dal 380 era stata dichiarata eretica dalla Chiesa di Roma e che riconosceva al Verbo (e quindi al Cristo) una natura posteriore rispetto a quella di Dio Padre (semplificando, non valevano per gli ariani i primi versi del Vangelo di Giovanni: "In principio era il Verbo, e il Verbo era presso Dio, e il Verbo era Dio"; il Verbo per gli ariani non si identificava con Dio ma ne era la creazione). I vescovi e i preti ariani, allontanati dalle aree d'influenza dell'impero, trovarono seguaci presso i popoli germanici.
Con lo stabilirsi dei regni romano-germanici e a partire dalla conversione alla Chiesa di Roma (cattolica) dei Franchi per opera di Clodoveo nel 511, anche i popoli germanici ariani aderirono gradualmente alla dottrina ufficiale della Chiesa romana.
Le popolazioni che erano rimaste fuori dall'Impero romano avevano conservato la religione germanica. Furono convertiti al cristianesimo relativamente tardi da un'intensa attività missionaria ad opera soprattutto dell'Impero carolingio (caso dell'Inghilterra), oppure per decreto regio (Norvegia e Islanda), oppure ancora con la forza militare da parte della potenza carolingia (caso dei Sassoni, la cui conversione accompagnò l'annessione all'Impero carolingio).

#### La riforma protestante
Nel 1517 un frate agostiniano sassone, Martin Lutero, si fece portatore del generale malcontento che in area germanica generavano le politiche finanziarie della Chiesa di Roma, specialmente quelle legate alla pratica dell'indulgenza, dando inizio a un movimento di riforma della religione cristiana noto da allora come "riforma protestante" che prevedeva innanzitutto l'abbandono della Chiesa romana e l'espropriazione dei suoi patrimoni, i quali dovevano essere incamerati da nuove "Chiese protestanti" nazionali strettamente legate al potere temporale (spesso i principi o i re le patrocinavano o ne fungevano da capi politico-religiosi, emblematico è il caso della Chiesa d'Inghilterra, il cui capo religioso è lo stesso regnante d'Inghilterra).
Il protestantesimo trovò subito l'adesione dei potentati di area germanica e nell'arco di relativamente poco tempo quasi tutti i popoli germanici (eccezion fatta per principati della Germania meridionale e l'attuale Austria, zone dell'Olanda meridionale compresi i Fiamminghi) furono convertiti alla nuova fede, la quale trovò espressione in una grande diversità di chiese e dottrine, inizialmente il luteranesimo, il calvinismo (Chiese riformate) e l'anglicanesimo (Chiesa inglese).
La riforma determinò una spaccatura religiosa dell'Europa occidentale tra un nord germanico-protestante e un sud cattolico-romano che ha avuto conseguenze politiche e culturali i cui effetti proseguono anche ai nostri giorni.

#### Sviluppi moderni

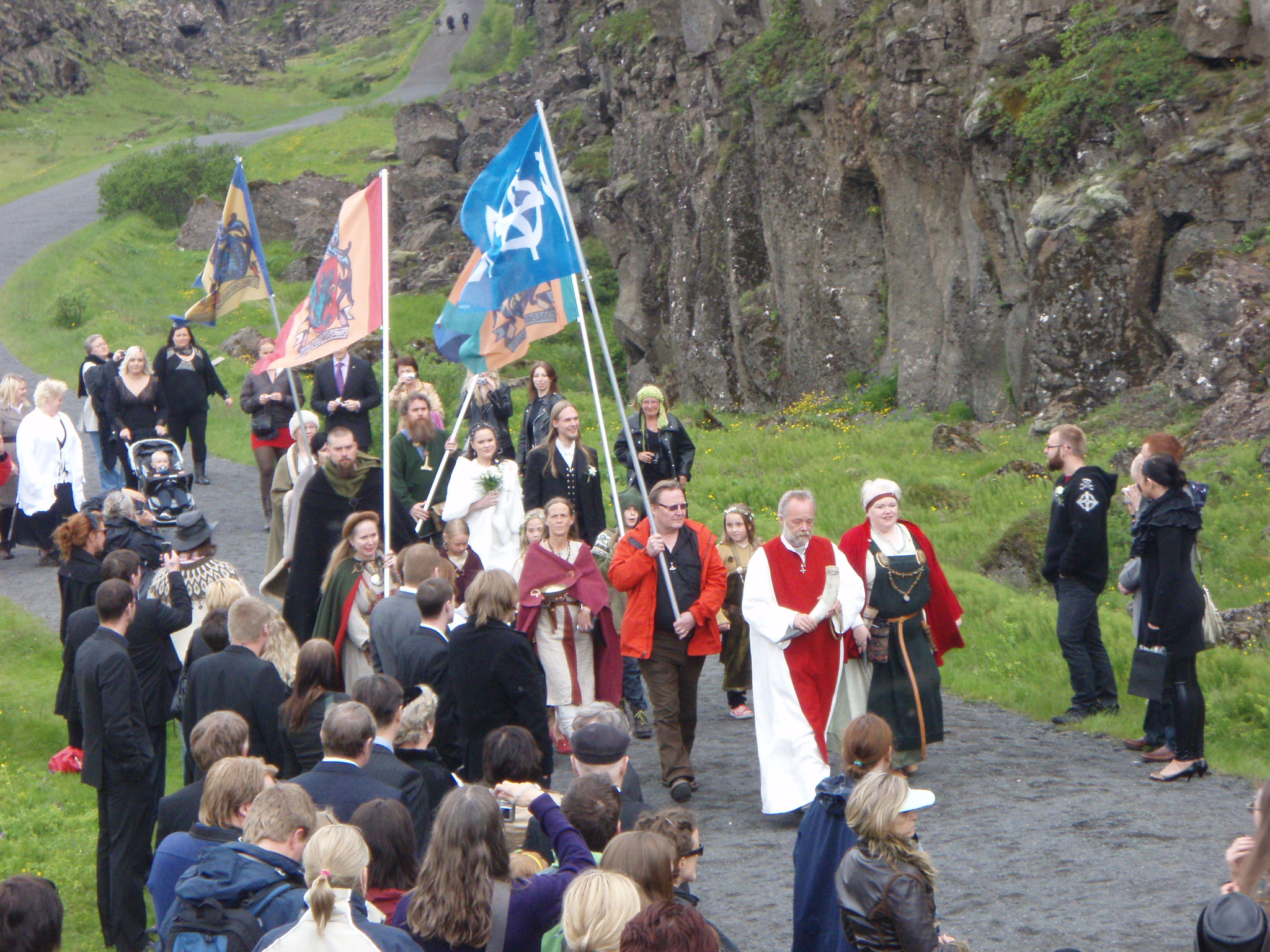
Un gruppo della Ásatrúarfélagið ("Sodalizio della Fedeltà Divina" o "agli Asi") degli Islandesi si avvia a celebrare il Þingblót al Þingvellir.

I cambiamenti radicali che la riforma protestante comportò nelle società germaniche e nella visione del mondo di ogni singolo individuo, e specificamente le dottrine protestanti che sono alla base di questi cambiamenti, come la dottrina dei "due regni" di Martin Lutero, sono considerati da alcuni studiosi come i semi che aprirono la strada per i processi di separazione tra Stato e Chiesa e conseguente secolarizzazione. A partire dal XX secolo i paesi che furono culle della riforma protestante sono stati teatro di un graduale e costante declino del cristianesimo. Nel 2013 solo il 34% degli Olandesi dichiarava di aderire al cristianesimo. Anche negli stati della Germania Est che furono incorporati nell'Unione Sovietica dopo la seconda guerra mondiale si è verificato un declino del cristianesimo anche dovuto alle politiche contrarie alla religione dell'unione, tanto che nel 2010 in Sassonia-Anhalt, la terra d'origine di Martin Lutero, i cristiani erano solo il 18% (14% protestanti e 4% cattolici). Un declino simile si verifica nei paesi scandinavi e in Inghilterra.
A partire dalla seconda metà del XX secolo s'è verificata d'altro canto una riscoperta della religione germanica antica, il culto agli Asi o Ansi (dall'indoeuropeo *hénsus, "spiriti", "dèi" o anche "raggi" di luce celeste), e anche ai Vani (*wenh, le "forze" o "potenze" vitali terrene), che ha preso la forma di una costellazione di gruppuscoli diversi che nondimeno si riconoscono sotto il termine comune di "Etenismo" (ingl. Heathenism, "religione della landa" o "dei boschi"). Ancora minoritario in tutta Europa, il movimento ha una certa visibilità in Islanda dove l'Ásatrúarfélagið ("Sodalizio della Fedeltà Divina" o "agli Asi") raccoglie circa l'1% della popolazione.

## Diritto
Secondo Tacito, i Germani non usavano né condannare a morte, né porre i ceppi. A nessuno, al di fuori dei soli sacerdoti, era concesso di percuotere qualcuno. I sacerdoti potevano infatti punire qualcuno, in obbedienza ad un ordine generale, come se avessero ricevuto il comando dal dio stesso, che essi credono presente in battaglia.
Riguardo ai problemi di minore importanza decidono i capi. Le deliberazioni più importanti sono invece prese da tutti, anche se vengono discusse davanti ai capi.
Durante le adunanze, potevano essere pronunciati atti di accusa o intentare un processo capitale. E secondo i delitti commessi, si distinguevano le pene da somministrare:
- i traditori e i disertori erano impiccati agli alberi;[154]
- i vili e i codardi, oltre a quelli che compivano atti «contro natura» come l'omosessualità, erano immersi nel fango della palude e ricoperti da una stuoia,[154] quasi a nascondere le «turpi scelleratezze».[155]
- per i misfatti più lievi, la pena era proporzionata alla gravità della colpa (tra cui lo stesso omicidio). I colpevoli, infatti, erano obbligati a pagare, dando un certo numero di cavalli o capi di bestiame; una parte della multa era pagata al re o alla tribù, una parte a colui che era stato offeso o ai suoi parenti.[155]

In queste stesse assemblee erano scelti quei capi a cui spettava di amministrare la giustizia nei vari distretti e villaggi. Cento compagni selezionati in mezzo al popolo davano, quindi, una mano ai primi, grazie al loro consiglio e autorità.
Per gli antichi Germani la giustizia era una questione soprattutto privata. Non trattano nessun affare, che sia pubblico o privato, senza essere armati, a parte i giovani a cui non sia stato dato ancora il permesso di portare le armi. Chi osava offendere qualcuno ne subiva la vendetta dell'offeso, chiamata faida. Se uno non aveva prove certe per accusare qualcuno, si verificava la colpevolezza dell'accusato attraverso l'ordalia o giudizio di Dio (giudizio di Dio non è il nome originale, ma è stato dato dai Germani cristianizzati e dai Longobardi): se l'imputato rimaneva illeso dopo aver camminato sui carboni ardenti oppure aveva sconfitto l'accusatore poteva essere dichiarato innocente (i Germani, infatti, pensavano che il Fato non avrebbe aiutato i colpevoli). Esisteva anche una pena scontata con una multa pesante, chiamata guidrigildo.
Nei rari casi di adulterio da parte della donna, la punizione era affidata al marito. Egli in presenza dei parenti, cacciava la donna adultera di casa, dopo averle tagliato i capelli, denudato il corpo e, sotto le percosse del marito, viene fatta passare attraverso tutte le strade del villaggio. E seppure bella, giovane e ricca, non poteva più trovare un nuovo marito. Nessun'indulgenza le era, pertanto, riservata.
I Germani ritengono sia assai disdicevole limitare le nascite o sopprimere qualcuno dei figli nati dopo il primo. I buoni costumi (boni mores) dei Germani hanno un valore maggiore di quello che hanno altrove le buone leggi (bonae leges). Per ciascun padre, eredi naturali erano i figli, tanto da non essere necessario fare alcun testamento. E quando mancavano i figli, i primi eredi nella successione erano i fratelli, poi gli zii paterni e poi quelli materni.
Era ignoto a queste popolazioni il prestare denaro e accrescerne a dismisura fino a praticarne l'usura. Essi infatti se ne astenevano più che se fosse stato vietato dalle leggi.
Tra i Tencteri, abili cavallerizzi, i cavalli passavano in eredità come gli schiavi, la casa e tutto ciò che fa parte del diritto successorio. Tacito racconta che i cavalli però non passavano in eredità al figlio maggiore, ma solo a quello tra i figli che fosse più meritevole, vale a dire più valoroso e fiero.

## Economia

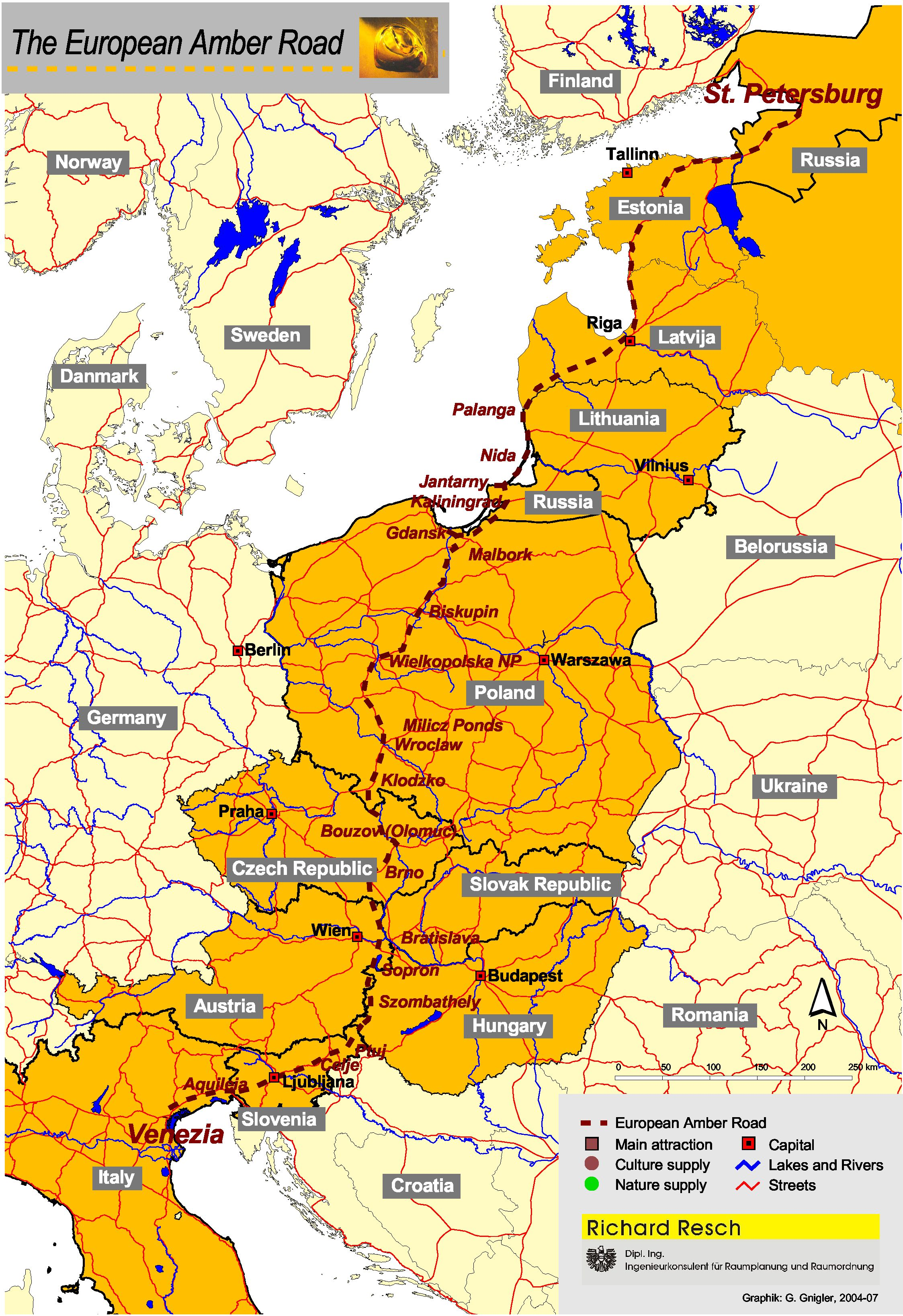
La via dell'ambra.

### Agricoltura
Dell'agricoltura i Germani, almeno al tempo di Cesare, non si occupano con zelo. L'agricoltura del resto era primitiva, e tendeva semplicemente a sfruttare il più possibile, nell'immediato, il terreno strappato alla foresta. Il proconsole romano raccontava infatti che: 
(Cesare, De bello gallico, IV, 1.7-2.6.)
Tacito aggiunge che la terra era in generale fertile per la coltivazione di semenze, ma non produttiva di alberi da frutta. È ricca di bestiame, soprattutto di bassa statura. I bovini poi non portano le corna. I Germani si accontentano di averne molti, poiché questa rappresenta la loro vera ricchezza. Essi non avevano miniere né di argento, né di oro sempre secondo lo storico latino. E neppure il ferro si trovava in abbondanza in quei territori, almeno attorno alla fine del I secolo. Pochi erano, infatti, i guerrieri che si servivano di lance o di grandi lance fatte di questo metallo.
I campi erano occupati e a disposizione di tutti gli abitanti dei villaggi, a seconda del numero di coloro che coltivavano la terra. Erano quindi divisi tra loro secondo il rango di ciascuno. La vastità delle terre ne rendeva facile la suddivisione. Ogni anno poi, cambiavano le terre da seminare, anche se vi era una sovrabbondanza di terreno da coltivare. La fertilità e l'enorme ampiezza dei campi non li costringono a una grande fatica per piantare frutteti, per dividere il terreno tra i vari abitanti del villaggio, per irrigare gli orti. Essi chiedono alla terra soprattutto grano.

### Commercio
Commercializzano con i Romani, soprattutto le genti più prossime al limes, ricevendo in cambio vasi d'argento, oltre a monete d'oro e d'argento, in particolare quelle con l'orlo seghettato o con l'incisione della biga romana. Quelli delle regioni più interne invece, a causa della loro rozzezza e semplicità, si servono ancora del baratto delle merci. Frequenti furono, infatti, gli scambi di merci con i popoli settentrionali, a nord dei confini imperiali di Reno e Danubio, della Germania Magna, di Sarmatia e Scandinavia. Le merci che erano importate dall'Impero romano erano solitamente, grano e bestiame che, secondo lo storico Tacito, era di dimensioni sgradevoli, come pure schiavi, spesso impiegati come guardie del corpo o gladiatori. Durante invece il periodo della tarda antichità erano invece importate pelli e maiali.
Lo storico Tacito ci racconta che al tempo di Maroboduo, dopo che Tiberio aveva stabilito con lo stesso un trattato di amicitia con il popolo romano, erano presenti nella capitale dei Marcomanni, in Boemia, un gran numero di vivandieri e commercianti romani. Non dimentichiamo che i Marcomanni si erano qui stabiliti alla fine del I secolo a.C., che un giovane Maroboduo era stato in Italia e che lo stesso incoraggiò il commercio anche in segno di distensione con il vicino alleato romano. Alla Boemia si accedeva facilmente seguendo la via dell'ambra che, passando attraverso Carnuntum sul Danubio (alla confluenza con la Morava), giungeva da Aquileia.

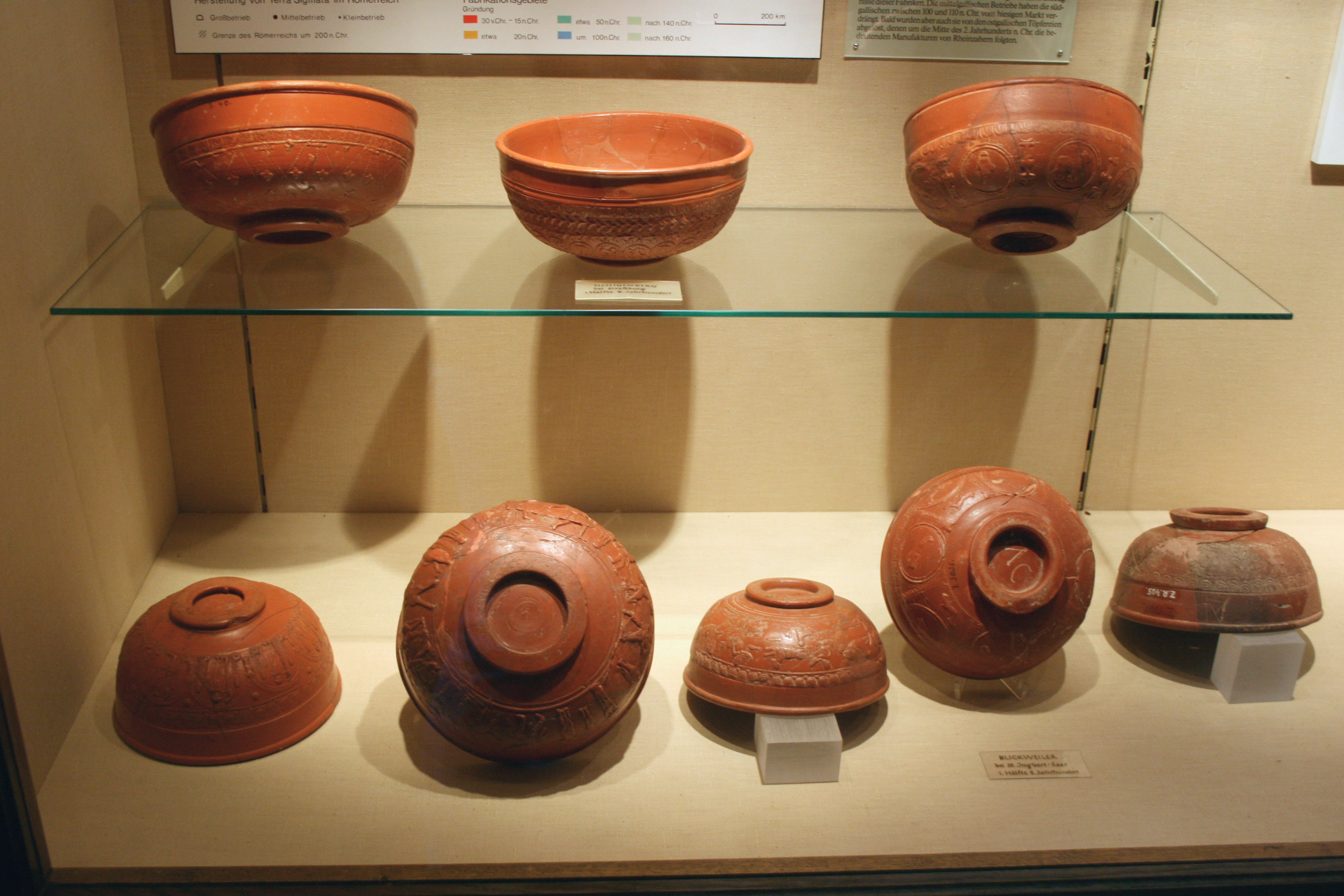
Esempi di terra sigillata dal forte romano di Saalburg, lungo il limes germanico-retico.

L'ambra era un bene di lusso che giungeva ad Aquileia, per poi essere smerciato in Italia ed essere utilizzato qual ornamento in vasi, gioielli e amuleti. Plinio il Vecchio raccontò di una spedizione di un cavaliere romano fino al Mar Baltico al tempo dell'Imperatore Nerone, per procurarsi una grande quantità di ambra. Venivano, inoltre, importate ciocche di capelli biondi, per farne parrucche.
Al contrario venivano esportati in Germania Magna e Scandinavia grandi quantità di terra sigillata, soprattutto della Gallia meridionale e centrale, oltre a vasi in bronzo e vetro, utensili vari, armi d'argento, anelli e tessuti.
Quasi due secoli più tardi, dopo la sconfitta dei Marcomanni (173 ca.), l'imperatore romano Marco Aurelio «fissò i luoghi e i giorni per il commercio degli stessi, poiché non erano stati fissati in precedenza». Ancora Tacito alla fine del I secolo, nello scrivere la sua Germania, scrisse che si potevano trovare tra queste popolazioni dei vasi d'argento, dati in dono agli ambasciatori e ai loro capi tribù, mentre la loro forza dipendeva ancora dall'autorità di Roma che spesso li finanziava con denarii. Comunque sia dai ritrovamenti archeologici in Boemia, risultano numerosi i vasi italici in bronzo del I secolo, insieme soprattutto a monete d'argento e d'oro. Poi questi oggetti di importazione dall'Impero romano si diffusero verso nord, attraverso le valli fluviali fino al Mare del Nord e al Mar Baltico.

## Lingua

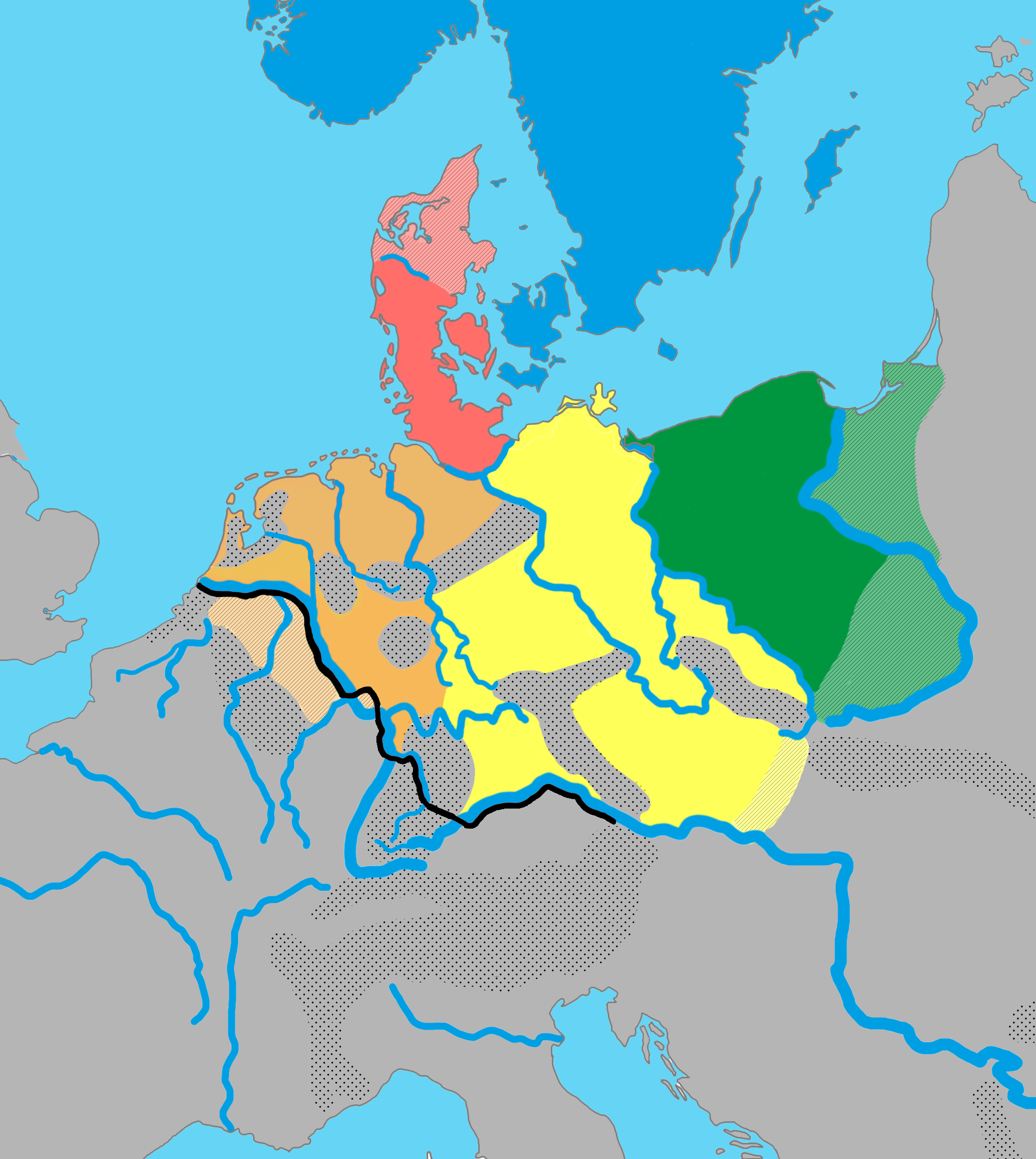
Una teoria proposta per i gruppi dialettali germanici e la loro distribuzione approssimativa nell'Europa settentrionale intorno a 1 d.C.:

Le antiche tribù germaniche parlavano dialetti mutuamente intelligibili e condividevano una comune cultura e la stessa mitologia, come è chiaramente indicato dal Beowulf e dalla Volsunga saga. L'esistenza di un'identità comune è testimoniata dall'esistenza di un termine proprio, ad indicare le popolazioni non-germaniche: *walhaz (plurale di *walhoz), da cui sono derivati toponimi ancora in uso oggi come Galles (Welsh), Vallese (Wallis), Vallonia (Walloon) e Tirolo italiano (Welschtirol).
Un ulteriore esempio di questa unità etnica è dato dal fatto che i Romani li riconoscevano come unica popolazione e davano loro il nome collettivo di Germani.

In assenza di una politica egemonica come quella imposta dai Romani alle popolazioni italiche, le diverse tribù rimasero libere, sotto la guida dei propri capi, ereditari oppure eletti.

## Cultura
I Germani non usavano estesamente la scrittura, facendo invece affidamento sulla tradizione orale e cantoriale di miti e leggende che esaltavano il valore ed il coraggio dei protagonisti. Alcune testimonianze artistiche dei germani giunte sino a noi sono degli oggetti in metallo (come armi, fibbie e gioielli) finemente lavorati ed incisi.